# Германская Демократическая Республика
Герма́нская Демократи́ческая Респу́блика (ГДР) (нем. Deutsche Demokratische Republik, DDR), неофициально также Восто́чная Герма́ния (нем. Ostdeutschland) — государство, существовавшее на территории Центральной Европы в период с 7 октября 1949 года до 3 октября 1990 года.
ГДР была образована 7 октября 1949 года на месте бывшей советской оккупационной зоны Германии на территории Восточной Германии через четыре года после окончания Второй мировой войны.
ГДР была одним из основных членов Организации Варшавского договора вплоть до разрушения Берлинской стены и объединения Германии в 1990 году.
Переняв от Советского Союза политический режим, ГДР была одной из ведущих стран социалистического лагеря на протяжении всей Холодной войны.

## История

### Советская зона оккупации (1945—1948)
После окончания Второй мировой войны в 1945 году на территории Германии были образованы четыре зоны оккупации. Одной из них была Советская зона оккупации, состоявшая из пяти немецких земель: Мекленбург-Передняя Померания, Бранденбург, Саксония-Анхальт, Саксония и Тюрингия. 4 июля 1945 года были образованы земельные администрации в Мекленбурге-Передней Померании, Саксонии и Тюрингии. 27 июля 1945 года были основаны центральные администрации, выполнявшие функции министерств. 11 июня 1947 года была создана Немецкая экономическая комиссия, в состав которой вошли председатели центральных администраций, а её председателем в 1948 году был назначен социалист Генрих Рау. Председатели центральных администраций и председатель Немецкой экономической комиссии назначались Советской военной администрацией (СВА).
13 июня 1946 года были сформированы временные ландтаги с равным представительством партий СЕПГ, ЛДПГ, ХДС, профсоюзного объединения ОСНП и общественных организаций, были восстановлены ландтаги, получившие право принимать земельные конституции и земельные законы, крейстаги, городские и общинные представительства, выборы в которые были назначены на 20 октября 1946 года, а также земельные правительства, крейсраты, городские советы и общинные советы, которые должны были быть сформированы представительными органами соответствующего уровня, высшие земельные суды, земельные суды и участковые суды, которые должны были быть сформированы земельными правительствами.
20 октября 1946 года прошли выборы в ландтаги, большинство на которых получила СЕПГ. 20 декабря 1946 года была принята конституция Тюрингии, 10 января 1947 года — конституция Саксонии-Анхальт, 6 февраля 1947 года — конституция Бранденбурга, 28 февраля 1947 года — конституция Саксонии, 16 января 1947 года — конституция Мекленбурга-Передней Померании. Законодательными органами земель стали ландтаги, исполнительными — земельные правительства, состоящие из земельных премьер-министров и земельных министров, представительными органами местного самоуправления стали крейстаги и общинные представительства, исполнительными органами — крейсраты (состоящие из ландратов и районных советников) и общинные советы (состоящие из бургомистров и общинных советников), судебными органами остались высшие земельные суды, земельные суды и участковые суды, органы прокуратуры — генеральные прокуроры земель и прокуроры земельных судов. При этом земли советской зоны не выпускали валюту (эмиссионные банки земель выпускали марку Союзного военного командования) и не имели своих вооружённых сил.
Советской военной администрацией до августа 1948 года проводилась денацификация, функционеры НСДАП были отстранены от руководства и частично изолированы в тюрьмах. Под прикрытием денацификации проводилась также «чистка» от потенциальных противников СССР, СВА или насаждаемых ими новых органов власти, в число которых попали многие лидеры и приверженцы ХДС, ЛДПГ, НДПГ, а также некоторых общественных и религиозных организаций. «Чистками» сопровождалась и борьба коммунистов за преобладание в СЕПГ, созданной в апреле 1946 на паритетной основе с социал-демократами. Были изгнаны со своих постов, вынуждены бежать на Запад, арестованы или депортированы в СССР 2 600 функционеров и активных членов СЕПГ, не считая многие тысячи рядовых членов, покинувших «партию рабочего класса», в результате чего СЕПГ превратилась в партию сталинистского типа.
После проведения союзниками в своих оккупационных зонах (британской, американской и французской) 20 июня 1948 года денежной реформы советские оккупационные власти 23 июня 1948 провели свою денежную реформу в восточной зоне — был произведён обмен старых рейхсмарок на новые, называвшиеся немецкими марками. По курсу 1:1 обменивалось максимум 70 старых рейхсмарок на человека, а превышающую сумму разрешалось обменивать по курсу 10:1, но при условии, что её владелец сможет доказать законность происхождения своих денег. Так как экономические идеологии стран-победительниц кардинально расходились, советские оккупационные власти закрыли границы, полностью блокировав тем самым и Западный Берлин, находившийся внутри зоны советской оккупации, начался первый Берлинский кризис (21 июня 1948 — 11 мая 1949).
20 июля 1948 года был создан Немецкий эмиссионный банк и началась эмиссия немецкой марки восточных земель. Таким образом, между пятью землями советской зоны оккупации был оформлен экономический союз.

### Раскол Германии (1948—1952)
Основной закон Федеративной Республики Германии, принятый 23 мая 1949 года, германские земли Советской оккупационной зоны не признал. 15−16 мая 1949 года прошли выборы делегатов Немецкого народного конгресса, который 30 мая 1949 года принял Конституцию Германской Демократической Республики, признанную пятью землями Советской зоны оккупации. На основании принятой конституции были созданы Палата земель Восточной Германии, Народная палата Восточной Германии, Правительство восточной Германии, учреждена должность президента Восточной Германии, а 8 декабря Временная Народная палата приняла закон «О создании Верховного Суда правосудия и Верховной прокуратуры Германской Демократической Республики», на основании которых были созданы Верховный Суд правосудия Восточной Германии и Верховная прокуратура Восточной Германии. Таким образом был оформлен политический союз восточногерманских земель.
Выборы в Народную палату и Палату земель первого созыва были назначены на 19 октября 1949 года, до избрания и формирования Правительства, избранный Немецким народным конгрессом Немецкий народный совет был преобразован во Временную Народную палату, были образованы также Временная палата земель и Временное правительство, президентом ГДР был избран председатель СЕПГ Вильгельм Пик, премьер-министром ГДР — другой председатель СЕПГ Отто Гротеволь, заместителями премьер-министра — заместитель председателя СЕПГ Вальтер Ульбрихт, председатель ЛДПГ Герман Кастнер, председатель ХДС Отто Нушке. 30 марта 1950 года СЕПГ, ЛДПГ и ХДС создали Национальный фронт ГДР, сформировавший единый и фактически единственный избирательный список, который победил на выборах в Палату земель и Народную палату. 8 ноября 1950 года Народной палатой было сформировано Правительство, состоявшее только из представителей Национального фронта. Одновременно была реорганизована СЕПГ: правления были упразднены, вместо них были созданы Центральный Комитет СЕПГ, под председательством генерального секретаря ЦК СЕПГ и местные руководства под председательством первого секретаря руководства. Генеральным секретарём ЦК СЕПГ стал Вальтер Ульбрихт. Аналогично была реорганизована молодёжная организация СЕПГ — Союз свободной немецкой молодёжи (ССНМ): правления ССНМ были заменены Центральным советом во главе с первым секретарём Центрального совета и местными руководствами во главе с первыми секретарями местных руководств.
15 октября 1949 года Германская Демократическая Республика была признана Советским Союзом, затем последовало признание Болгарией, Польшей, Чехословакией, Венгрией, Румынией и другими странами.
В 1951 году ГДР был передан Немецкий эмиссионный банк.

### Советизация (1952—1968)

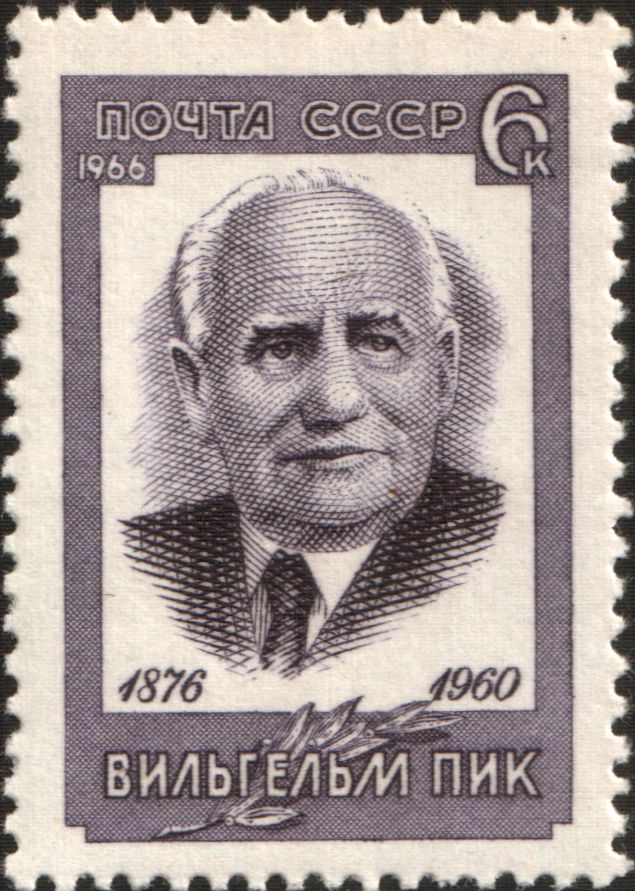
Вильгельм Пик на марке почты СССР

23 июля 1952 года земли были упразднены, соответственно были упразднены ландтаги и земельные правительства, отменены земельные конституции и земельные законы. Вместо них были созданы округа, не имевшие своих конституций и законов, представительными органами которых были бециркстаги (нем. Bezirkstag), исполнительными — советы округов. Исполнительные органы районов стали называться советами районов. В 1958 году была упразднена Палата земель, одновременно была проведена судебная реформа: верховные земельные суды, земельные суды и участковые суды были упразднены, вместо них были созданы окружные суды и районные суды. В этом же году была проведена национализация большей части предприятий, и началось создание сельскохозяйственных кооперативов. В 1954 году были упразднены должности партийных, окружных и районных председателей СЕПГ.
16 июня 1953 года в центре Восточного Берлина начались многочисленные собрания демонстрантов, переросшие на следующий день во всеобщую забастовку. Волнения перекинулись на всю Восточную Германию. Протестующие требовали немедленной отставки правительства. Осаде и штурму подверглись 250 общественных зданий, в том числе учреждения министерства госбезопасности и окружные комитеты СЕПГ. Около полудня против протестующих были брошены советские оккупационные войска. Всего в подавлении волнений участвовали 16 дивизий, из них три дивизии с 600 танками в Берлине.
В 1956 году были созданы Национальная народная армия и фольксмарине, ставшие вооружёнными силами ГДР, а также Министерство национальной обороны, которое возглавил Вилли Штоф, а на посту министра внутренних дел его сменил Карл Марон.

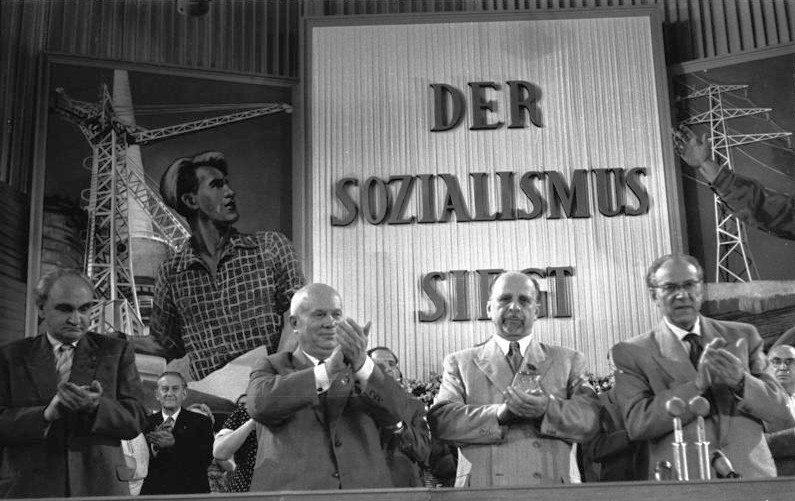
Н. Хрущёв и В. Ульбрихт. 1958

7 сентября 1960 года умер Вильгельм Пик и должность президента ГДР была упразднена. Вместо неё был создан Государственный совет, председателем которого 12 сентября 1960 года стал Вальтер Ульбрихт.
К началу 1960‑х годов ГДР проиграла экономическое соревнование с Западной Германией. Личное потребление на душу населения в Восточной Германии было ниже довоенного уровня и достигало примерно половины западногерманского уровня. С 1950 года ГДР потеряла примерно 15 % населения, прежде всего молодого и высококвалифицированного. 13 августа 1961 года была возведена Берлинская стена с целью остановить «бегство из Республики», причиной которого были низкий уровень жизни и политические репрессии. Начался второй Берлинский кризис.
В январе 1963 Ульбрихт инициировал программу по реформированию планового хозяйства, получившую наименование Новая экономическая система планирования и руководства.
В 1964 году Отто Гротеволь тяжело заболел, и правительство ГДР было переименовано в Совет Министров, председателем которого был назначен Вилли Штоф. 6 апреля 1968 года была принята новая конституция. После смерти Иоганнеса Дикмана в 1969 году новым председателем Народной палаты стал председатель ХДС Геральд Гёттинг.
Для этого периода также характерно увековечивание личностей коммунистических идеологов: в 1953 году Хемниц был переименован в Карл-Маркс-Штадт, площадь Ландсбергера в 1968 году стала называться площадью Ленина, на которой был установлен памятник Ленину.
В 1968 принята конституция.

### Нормализация отношений с ФРГ (1968—1989)

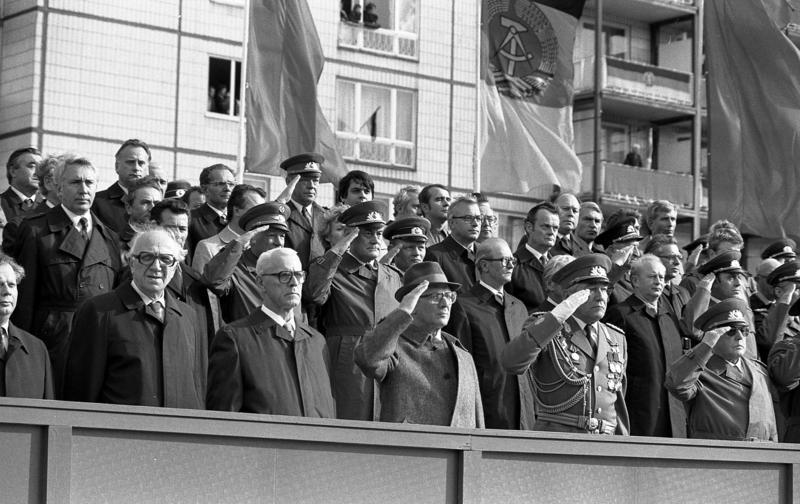
Вилли Штоф, Эрих Хонеккер и др. 1981

В начале 1970-х годов началась постепенная нормализация отношений между двумя германскими государствами. В 1971 году первым секретарём ЦК СЕПГ был избран член ПБ ЦК СЕПГ Эрих Хонеккер. После смерти Вальтера Ульбрихта в 1973 году председателем Государственного совета стал Вилли Штоф, а председателем Совета Министров стал его заместитель Хорст Зиндерман. В июне 1973 года вступил в силу Договор об основах отношений между ГДР и ФРГ. В сентябре 1973 года ГДР и ФРГ стали полноправными членами ООН и других международных организаций. 8 ноября 1973 года ФРГ официально признала ГДР и установила с ней дипломатические отношения. В Конституцию ГДР была включена идеологема о возникновении «немецкой социалистической нации», Германский эмиссионный банк был переименован в Государственный банк ГДР, германская марка — в марку ГДР, Германская академия наук — в Академию наук ГДР, Национальный фронт демократической Германии — в Национальный фронт ГДР, Культурный союз демократического обновления Германии — в Культурный союз ГДР, Германское телевизионное вещание — в Телевидение ГДР, гимн Восточной Германии стал исполняться без слов.
В 1976 году Эрих Хонеккер также избирается председателем Государственного совета, Вилли Штоф вновь занимает должность председателя Совета министров, Хорст Зиндерман избирается соответственно председателем Народной палаты.
В июле 1987 года была объявлена всеобщая амнистия, одновременно произошла отмена смертной казни (ГДР стала 29-й страной в мире, пошедшей на такой шаг). Амнистии не подлежали нацисты, военные преступники, «преступники против человечности», шпионы и убийцы. Приговорённым к пожизненному заключению срок был заменён на 15 лет тюремного заключения. Это связывалось с тем, что в 1986 году число правонарушений достигло минимума за 25 лет (110768 случаев), причём более половины — против собственности, только 4 % — тяжкие. С июля 1987 года более 70 % всех мер пресечения не связывалось с лишением свободы.

### Десоветизация (1989—1990)
В сентябре 1989 года возникает оппозиционное движение «Новый форум», в который входит часть членов политических партий. В октябре 1989 года по республике прокатилась волна демонстраций с требованием демократизации политики. Одна из первых демонстраций прошла в Лейпциге 2 октября. В организации шествия активное участие приняли церковные круги (особенно пастор Николайкирхе Кристиан Фюрер). Главным лозунгом демонстрантов стала фраза: «Мы — народ!» (нем. Wir sind das Volk). В ходе демонстраций руководство СЕПГ ушло в отставку (24 октября — Эрих Хонеккер, 7 ноября — Вилли Штоф, 13 ноября — Хорст Зиндерман, Эгон Кренц, сменивший Эриха Хонеккера на постах Генерального Секретаря ЦК СЕПГ и Председателя Государственного Совета ГДР, также был смещён 3 декабря 1989 года).
Председателем СЕПГ стал член «Нового форума» Грегор Гизи, заместителями Председателя СЕПГ — Ханс Модров, Вольфганг Поль и Вольфганг Берггофер. Председателем Государственного Совета ГДР — Манфред Герлах, Председателем Совета Министров — Ханс Модров, Председателем Народной Палаты — Гюнтер Малойда. При этом сама СЕПГ была реорганизована — были восстановлены правления и должности председателей, от СЕПГ отпал ССНМ, вместо которого было создано Рабочее содружество молодых товарищей.
4 ноября в Берлине состоялся массовый митинг с требованиями соблюдения свободы слова и свободы собраний, который был согласован с властями.
9 ноября 1989 года гражданам ГДР был разрешён свободный выезд (без уважительных причин) за границу, в результате чего произошло стихийное падение Берлинской стены. Была отменена монополия Национального фронта ГДР по выдвижению кандидатов в депутаты — из Национального фронта сразу же вышли ЛДПГ и ХДС, была воссоздана СДПГ. Были также упразднены округа и их государственные органы, воссозданы земли, а также государственные органы земель — ландтаги и земельные правительства, советы районов вновь были переименованы в районные советы, упразднён Государственный Совет и восстановлена должность Президента (сам Президент избран не был), Совет Министров был переименован в Правительство, упразднены окружные суды и районные суды и восстановлены верховные земские суды, земские суды и участковые суды, была отменена идеологема о «немецкой социалистической нации», гимн ГДР вновь стал исполняться со словами, Карл-Маркс-Штадт был вновь переименован в Хемниц.
Из Конституции ГДР был удалён пункт о руководящей роли СЕПГ.

### Объединение Германии (1990)
На выборах 18 марта 1990 года победил ХДС, Премьер-министром ГДР стал Лотар де Мезьер, Председателем Народной Палаты ГДР и и. о. Президента — Сабина Бергман-Поль. Новое правительство ГДР начало интенсивные переговоры с правительством ФРГ по вопросам германского объединения.
18 мая 1990 года был подписан Договор о создании экономического единства ГДР и ФРГ. С 1 июля 1990 года на территории ГДР в обращение вошла немецкая марка ФРГ, марка ГДР же упразднялась. 31 августа 1990 года был подписан Договор, содержащий условия присоединения ГДР к ФРГ, а 12 сентября 1990 года в Москве подписан Договор об окончательном урегулировании в отношении Германии, который содержал решения по всему комплексу вопросов объединения Германии. 1 июля 1990 года немецкая марка ФРГ была объявлена официальной валютой ГДР, таким образом был оформлен экономический союз между ФРГ и ГДР, Немецкий Эмиссионный Банк был ликвидирован, были воссозданы земельные банки в качестве отделений Бундесбанка.
23 августа Народная Палата приняла решение о присоединении к ФРГ, всенародный референдум по этому вопросу не проводился. 3 октября 1990 года Народная Палата ГДР, Правительство ГДР, Верховный Суд Правосудия ГДР и Верховная Прокуратура ГДР были упразднены, конституция ГДР была отменена, территория ГДР вошла в состав ФРГ. В этот же день были упразднены Немецкая Национальная народная армия и Немецкий народный Флот, на территории восточных земель были размещены воинские формирования Бундесвера и Бундесмарине. В этот же день прошли выборы в ландтаги Мекленбурга-Передней Померании и Саксонии, 14 ноября — в ландтаги Бранденбурга, Саксонии-Анхальт и Тюрингии. Также самораспустился действующий созыв Бундестага, на 2 декабря были назначены выборы в новый его созыв, и в этих выборах впервые приняли участие жители восточных земель. Правительством до избрания нового Бундестага стало правительство ФРГ, выборы проводились по действовавшему на тот момент в ФРГ избирательному закону. В 1992 году были приняты конституции Бранденбурга, Саксонии-Ангальт и Саксонии, в 1993 году — конституции Мекленбурга и Тюрингии.

## Административно-территориальное деление
Земли

Округа ГДР (красными точками отмечены одноимённые города-центры округов)

Представительный орган земли — ландтаг (Landtag), избирался народом сроком на 4 года, исполнительный орган земли — правительство земли (Landesregierung), состоявшее из премьер-министра и министров, избиравшееся ландтагом. Каждая из земель могла принимать законы по региональным вопросам, уставы земель назывались конституциями.
Округа
Представительный орган округа — бециркстаг (Bezirkstag), избирался народом сроком на 4 года, исполнительный орган округа — совет округа (Rat des Bezirks), состоявший из председателя совета округа и членов совета округа, избирался бециркстагом.
Районы
Представительный орган района — крейстаг (Kreistag), избирался народом сроком на 4 года, исполнительный орган района до 1990 года — совет района (Kreistag, в 1952—1990 гг. — Rat des Kreises), состоявший из ландрата (в 1952—1990 гг. — председателя совета района) и членов, избиравшийся крейстагом, с 1990 года — ландрат.
Города
Представительный орган города — городское собрание депутатов (Stadtverordnetenversammlung), избиралось народом сроком на 4 года, исполнительный орган города — совет города (Stadtrat, в 1952—1990 гг. — Rat der Stadt), в Восточном Берлине — магистрат (Magistrat), состоявший из бургомистра (в городах земельного подчинения — обер-бургомистра) и членов, избиравшийся городским собранием депутатов, с 1990 года — бургомистр.
Общины
Представительный орган общины — общинное представительство (Gemeindevorstand), избиралось народом сроком на 4 года, до 1952 года в мелких общинах также общинный сход (Gemeindeversammlung), исполнительный орган общины до 1990 года — совет общины (Gemeinderat, в 1952—1990 гг. — Rat der Gemeinde), состоявший из председателя (до 1952 года — старосты (Gemeindevorsteher)) и членов, избиравшийся общинным представительством, с 1990 года — бургомистр.
Городские районы
Представительный орган городского района — собрание депутатов (Stadtbezirksversammlung, в Восточном Берлине в 1949—1952 гг. — Bezirksverordnetenversammlung), избиралось народом сроком на 4 года, исполнительный орган городского района — совет городского района (Rat des Stadtbezirks, в Восточном Берлине в 1949—1952 гг. — Bezirksamt), состоявший из председателя совета городского района (в Восточном Берлине — бургомистра (Bezirksbürgermeister)) и членов, избирался собранием депутатов.

### 1949—1956 годы
В 1949—1952 и 1990 гг. ГДР являлась децентрализованным (регионалистским) государством территория, делилась на земли (Land):
- Мекленбург (столица — Шверин)
- Бранденбург (столица — Потсдам)
- Саксония-Анхальт (столица — Халле)
- Саксония (столица — Дрезден)
- Тюрингия (столица — Веймар, с 1950 года — Эрфурт)
- Берлин (депутаты Народной Палаты и Палаты Земель от Берлина избирались Берлинским городским собранием депутатов, законы ГДР на территории Берлина вступали в силу после утверждения Берлинским городским собранием депутатов, существовал паспортный контроль на границе Берлина и Бранденбурга).

Каждая из земель обладала широким областным самоуправлением, могла принимать свою конституцию и свои законы, при наличии одноканальной системы сбора налогов во главе с Налоговым управлением Республики, которому были подчинены налоговые управления земель.
С 1952 года территория государства делилась на 14 округов. Земли (в 1952—1990 гг. — округа) — на районы (Kreis) и города земельного (в 1952—1990 гг. — окружного) подчинения (Stadtkreis) (Росток, Грайфсвальд, Штральзунд, Висмар, Нойбранденбург, Шверин, Потсдам, Бранденбург-на-Хафеле, Франкфурт-на-Одере, Айзенхютте, Шведт, Котбус, Магдебург, Галле, Галле-Нойштадт, Дессау, Лейпциг, Дрезден, Гёрлиц, Карл-Маркс-Штадт, Плауэн, Цвиккау, Эрфурт, Веймар, Гера, Йена, Зуль), районы — на города (Stadt) и общины (Gemeinde), Берлин, а в 1952—1990 гг. отдельные города окружного подчинения делились на городские районы (Stadtbezirk, в Берлине в 1949—1952 гг. — Verwaltungsbezirk) (Лейпциг, Дрезден, Карл-Маркс-Штадт, Эрфурт, Магдебург, Галле).

### 1957—1964 годы
Столица — Берлин.
Германия расположена в Центральной Европе.
Граничит с Францией, Люксембургом, Бельгией, Нидерландами, Данией, Польшей, Чехословакией, Австрией и Швейцарией.
Площадь: 356,3 тыс. км² (в границах, установленных Потсдамской конференцией 1945 года).
Население: 71 349,8 тыс. человек (по оценке на 31.12.1955).
Побеждённая во Второй мировой войне, Германия была разделена на 4 зоны оккупации: советскую, английскую, американскую и французскую.
В 1949 году в Западной Германии была образована Федеративная Республика Германии; в том же году в Восточной Германии образовалась Германская Демократическая Республика.
Германская Демократическая Республика отделена демаркационной линией от Федеративной Республики Германии, граничит с Польшей и Чехословакией.
Площадь: 107,9 тыс. км².
Население: 17 832,2 тыс. человек (по оценке 31.12. 1955).
В административном отношении ГДР делится на 14 округов и 1 город, приравненный к округу. (нем. Bezirke). Округа делятся на районы (нем. Kreise), районы на общины (нем. Gemeinden).
| № на карте | Округ                    | Площадь, тыс. км² | Население, тыс. чел. (оценка на 31.12.1950) | Административный центр | Население, тыс. чел. (оценка на 31.12.1950) |
| ---------- | ------------------------ | ----------------- | ------------------------------------------- | ---------------------- | ------------------------------------------- |
| 9          | Галле                    | 8,8               | 2055,3                                      | Галле                  | 290,0                                       |
| 13         | Гера                     | 4,0               | 740,7                                       | Гера                   | 98,0                                        |
| 15         | Дрезден                  | 6,7               | 1941,3                                      | Дрезден                | 497,0                                       |
| 12         | Зуль                     | 3,8               | 548,6                                       | Зуль                   | 25,0                                        |
| 14         | Карл-Маркс-Штадт         | 6,0               | 2218,0                                      | Карл-Маркс-Штадт       | 290,0                                       |
| 11         | Котбус                   | 8,2               | 799,0                                       | Котбус                 | 65,0                                        |
| 10         | Лейпциг                  | 5,0               | 1582,2                                      | Лейпциг                | 614,0                                       |
| 4          | Магдебург                | 11,6              | 1445,5                                      | Магдебург              | 261,0                                       |
| 3          | Нёй-Бранденбург          | 11,0              | 686,7                                       | Нойбранденбург         | 27,0                                        |
| 5          | Потсдам                  | 12,3              | 1208,9                                      | Потсдам                | 118,0                                       |
| 1          | Росток                   | 7,1               | 845,6                                       | Росток                 | 150,0                                       |
| 7          | Франкфурт                | 7,0               | 666,3                                       | Франкфурт-на-Одере     | 57,0                                        |
| 2          | Шверин                   | 8,6               | 651,3                                       | Шверин                 | 94,0                                        |
| 8          | Эрфурт                   | 7,3               | 1302,9                                      | Эрфурт                 | 188,0                                       |
| 6          | Берлин, восточный сектор | 0,4               | 1139,8                                      | —                      | —                                           |

#### Изменения
- С 1961 года территория государства делилась на 15 округов.
- 1961: Восточный Берлин — город республиканского подчинения[27].

### 1965—1970 годы
Столица — Берлин
Германская Демократическая Республика расположена в Центральной Европе.
Площадь — 108,3 тыс. км².
Население — 17 181,1 тыс. человек (по оценке на 31.12.1963).
Государственный язык — немецкий.
В административном отношении ГДР делится на 14 округов и 1 город, приравненный к округу. Округа делятся на районы — 24 городских и 192 сельских; районы на 9208 общин.
| № на карте | Округ            | Площадь, тыс. км² | Население, тыс. чел. (оценка на 31.12.1963) | Административный центр | Население, тыс. чел. (оценка на 31.12.1963) |
| ---------- | ---------------- | ----------------- | ------------------------------------------- | ---------------------- | ------------------------------------------- |
| 9          | Галле            | 8,8               | 1965,4                                      | Галле                  | 278,7                                       |
| 13         | Гера             | 4,0               | 728,8                                       | Гера                   | 104,2                                       |
| 15         | Дрезден          | 6,7               | 1880,0                                      | Дрезден                | 499,0                                       |
| 12         | Зуль             | 3,9               | 546,7                                       | Зуль                   | 26,9                                        |
| 14         | Карл-Маркс-Штадт | 6,0               | 2091,3                                      | Карл-Маркс-Штадт       | 288,6                                       |
| 11         | Котбус           | 8,3               | 823,0                                       | Котбус                 | 71,4                                        |
| 10         | Лейпциг          | 5,0               | 1512,8                                      | Лейпциг                | 588,1                                       |
| 4          | Магдебург        | 11,5              | 1374,4                                      | Магдебург              | 267,7                                       |
| 3          | Нёйбранденбург   | 10,9              | 652,6                                       | Нёйбранденбург         | 38,8                                        |
| 5          | Потсдам          | 12,6              | 1152,7                                      | Потсдам                | 115,1                                       |
| 1          | Росток           | 7,1               | 849,0                                       | Росток                 | 170,5                                       |
| 7          | Франкфурт        | 7,2               | 666,9                                       | Франкфурт-на-Одере     | 58,3                                        |
| 2          | Шверин           | 8,7               | 623,0                                       | Шверин                 | 94,8                                        |
| 8          | Эрфурт           | 7,3               | 1249,2                                      | Эрфурт                 | 189,8                                       |
| 6          | Берлин, столица  | 0,4               | 1065,3                                      | —                      | —                                           |

### 1971—1989 годы
Столица — Берлин
Германская Демократическая Республика — государство в Центральной Европе.
Площадь — 108,2 тыс. км².
Население — 17 040,9 тыс. человек (по переписи на 1.01.1971, предварительный результат).
Государственный язык — немецкий.
В административном отношении ГДР делится на 14 округов и 1 город, приравненный к округу. Округа делятся на районы — 26 городских и 191 сельский; районы — на 9011 общин.
| № на карте | Округ            | Площадь, тыс. км² | Население, тыс. чел. (оценка на 31.12.1969) | Административный центр | Население, тыс. чел. (оценка на 31.12.1969) |
| ---------- | ---------------- | ----------------- | ------------------------------------------- | ---------------------- | ------------------------------------------- |
| 9          | Галле            | 8,8               | 1930,9                                      | Галле                  | 260,0                                       |
| 13         | Гера             | 4,0               | 737,7                                       | Гера                   | 111,4                                       |
| 15         | Дрезден          | 6,7               | 1877,1                                      | Дрезден                | 501,2                                       |
| 12         | Зуль             | 3,9               | 552,9                                       | Зуль                   | 31,1                                        |
| 14         | Карл-Маркс-Штадт | 6,0               | 2057,2                                      | Карл-Маркс-Штадт       | 298,5                                       |
| 11         | Котбус           | 8,3               | 857,4                                       | Котбус                 | 81,1                                        |
| 10         | Лейпциг          | 5,0               | 1496,4                                      | Лейпциг                | 585,8                                       |
| 4          | Магдебург        | 11,5              | 1320,6                                      | Магдебург              | 269,7                                       |
| 3          | Нёйбранденбург   | 10,8              | 639,6                                       | Нёйбранденбург         | 42,9                                        |
| 5          | Потсдам          | 12,6              | 1133,6                                      | Потсдам                | 110,8                                       |
| 1          | Росток           | 7,1               | 856,2                                       | Росток                 | 195,1                                       |
| 7          | Франкфурт        | 7,2               | 677,1                                       | Франкфурт-на-Одере     | 60,6                                        |
| 2          | Шверин           | 8,7               | 598,0                                       | Шверин                 | 95,3                                        |
| 8          | Эрфурт           | 7,3               | 1225,8                                      | Эрфурт                 | 194,5                                       |
| 6          | Берлин, столица  | 0,4               | 1084,9                                      | —                      | —                                           |

## Население
На протяжении всей истории ГДР её население сокращалось, хоть и достаточно медленно, по причине низкой рождаемости, высокого среднего возраста населения и большой эмиграции (главным образом, в ФРГ и Западный Берлин).
Часть населения составляли уроженцы Западной Германии (они составляли значительную часть среди руководства ГДР), беженцы из бывших восточных территорий и Чехословакии, иммигранты из стран СЭВ, а также гастарбайтеры из дружественных стран третьего мира. Часть населения (от 15 % в 1949 до 3 % в 1980-е) составляли советские военнослужащие, но их не включали в численность населения ГДР.
| Год  | Население чел | Рождений | Смертей | Е.п     | Сальдо миграций | Рождаемость, ‰ | Смертность, ‰ | Е.п, ‰ | Сальдо миграций, ‰ |
| ---- | ------------- | -------- | ------- | ------- | --------------- | -------------- | ------------- | ------ | ------------------ |
| 1950 | 18 388 172    | 303 866  | 219 582 | 84 284  | -122 328        | 16,53          | 11,94         | 4,58   | -6,65              |
| 1951 | 18 350 128    | 310 772  | 208 800 | 101 972 | -151 989        | 16,94          | 11,38         | 5,56   | -8,28              |
| 1952 | 18 300 111    | 306 004  | 221 676 | 84 328  | -272 317        | 16,72          | 12,11         | 4,61   | -14,88             |
| 1953 | 18 112 122    | 298 933  | 212 627 | 86 306  | -196 881        | 16,50          | 11,74         | 4,77   | -10,87             |
| 1954 | 18 001 547    | 293 715  | 219 832 | 73 883  | -243 198        | 16,32          | 12,21         | 4,10   | -13,51             |
| 1955 | 17 832 232    | 293 280  | 214 066 | 79 214  | -307 868        | 16,45          | 12,00         | 4,44   | -17,26             |
| 1956 | 17 603 578    | 281 282  | 212 698 | 68 584  | -261 492        | 15,98          | 12,08         | 3,90   | -14,85             |
| 1957 | 17 410 670    | 273 327  | 225 179 | 48 148  | -147 111        | 15,70          | 12,93         | 2,77   | -8,45              |
| 1958 | 17 311 707    | 271 405  | 221 113 | 50 292  | -76 097         | 15,68          | 12,77         | 2,91   | -4,40              |
| 1959 | 17 285 902    | 291 980  | 229 898 | 62 082  | -159 496        | 16,89          | 13,30         | 3,59   | -9,23              |
| 1960 | 17 188 488    | 292 985  | 233 759 | 59 226  | -168 408        | 17,05          | 13,60         | 3,45   | -9,80              |
| 1961 | 17 079 306    | 300 818  | 222 739 | 78 079  | -21 518         | 17,61          | 13,04         | 4,57   | -1,26              |
| 1962 | 17 135 867    | 297 982  | 233 995 | 63 987  | -18 771         | 17,39          | 13,66         | 3,73   | -1,10              |
| 1963 | 17 181 083    | 301 472  | 222 001 | 79 471  | -256 923        | 17,55          | 12,92         | 4,63   | -14,95             |
| 1964 | 17 003 631    | 291 867  | 226 191 | 65 676  | -29 590         | 17,16          | 13,30         | 3,86   | -1,74              |
| 1965 | 17 039 717    | 281 058  | 230 254 | 50 804  | -19 141         | 16,49          | 13,51         | 2,98   | -1,12              |
| 1966 | 17 071 380    | 267 958  | 225 663 | 42 295  | -23 791         | 15,70          | 13,22         | 2,48   | -1,39              |
| 1967 | 17 089 884    | 252 817  | 227 068 | 25 749  | -28 397         | 14,79          | 13,29         | 1,51   | -1,66              |
| 1968 | 17 087 236    | 245 143  | 242 473 | 2670    | -15 402         | 14,35          | 14,19         | 0,16   | -0,90              |
| 1969 | 17 074 504    | 238 910  | 243 732 | -4822   | -1364           | 13,99          | 14,27         | -0,28  | -0,08              |
| 1970 | 17 068 318    | 236 929  | 240 821 | -3892   | -10 727         | 13,88          | 14,11         | -0,23  | -0,63              |
| 1971 | 17 053 699    | 234 870  | 234 953 | -83     | -42 273         | 13,77          | 13,78         | -0,01  | -2,48              |
| 1972 | 17 011 343    | 200 443  | 234 425 | -33 982 | -26 110         | 11,78          | 13,78         | -2,00  | -1,53              |
| 1973 | 16 951 251    | 180 336  | 231 960 | -51 624 | -8867           | 10,64          | 13,68         | -3,04  | -0,52              |
| 1974 | 16 890 760    | 179 127  | 229 062 | -49 935 | -20 576         | 10,61          | 13,56         | -2,96  | -1,22              |
| 1975 | 16 820 249    | 181 798  | 240 389 | -58 591 | 5372            | 10,81          | 14,29         | -3,48  | 0,32               |
| 1976 | 16 767 030    | 195 483  | 233 733 | -38 250 | 29 077          | 11,66          | 13,94         | -2,28  | 1,73               |
| 1977 | 16 757 857    | 223 152  | 226 233 | -3081   | -3401           | 13,32          | 13,50         | -0,18  | -0,20              |
| 1978 | 16 751 375    | 232 151  | 232 332 | -181    | -10 870         | 13,86          | 13,87         | -0,01  | -0,65              |
| 1979 | 16 740 324    | 235 233  | 232 742 | 2491    | -3277           | 14,05          | 13,90         | 0,15   | -0,20              |
| 1980 | 16 739 538    | 245 132  | 238 254 | 6878    | -40 781         | 14,64          | 14,23         | 0,41   | -2,44              |
| 1981 | 16 705 635    | 237 543  | 232 244 | 5299    | -8628           | 14,22          | 13,90         | 0,32   | -0,52              |
| 1982 | 16 702 306    | 240 102  | 227 975 | 12 127  | -12 946         | 14,38          | 13,65         | 0,73   | -0,78              |
| 1983 | 16 701 487    | 233 756  | 222 695 | 11 061  | -52 591         | 14,00          | 13,33         | 0,66   | -3,15              |
| 1984 | 16 659 957    | 228 135  | 221 181 | 6954    | -26 852         | 13,69          | 13,28         | 0,42   | -1,61              |
| 1985 | 16 640 059    | 227 648  | 225 353 | 2295    | -2477           | 13,68          | 13,54         | 0,14   | -0,15              |
| 1986 | 16 639 877    | 222 269  | 223 536 | -1267   | 22 813          | 13,36          | 13,43         | -0,08  | 1,37               |
| 1987 | 16 661 423    | 225 959  | 213 872 | 12 087  | 1122            | 13,56          | 12,84         | 0,73   | 0,07               |
| 1988 | 16 674 632    | 215 734  | 213 111 | 2623    | -243 459        | 12,94          | 12,78         | 0,16   | -14,60             |
| 1989 | 16 433 796    | 198 922  | 205 711 | -6789   |                 | 12,10          | 12,52         | -0,41  | 0,00               |

В гражданском отношении большинство населения составляли немецкие граждане (Deutsche Staatsangehörige) (с 1967 года — граждане ГДР (Bürger der DDR)) (обладатели «немецких удостоверений личности» (Deutschen Personalausweis), с 1967 года — «удостоверений личности граждан ГДР» (Personalausweis für Bürger der DDR), и (до 1953 года) «временных удостоверений личности Берлина» (Behelfsmäßigen Personalausweis)). На территории ГДР в 1989 году проживали 166 149 иностранных граждан из 129 государств.

## Образование
Высшие инженерные школы, университеты, педагогические институты, медицинские академии.
Институт марксизма-ленинизма при ЦК СЕПГ.
В ГДР существовала полноценная система высших научных и учебных заведений. Высшее научное заведение — Академия наук ГДР (Akademie der Wissenschaften der DDR) (до 1972 года — Германская академия наук в Берлине (Deutsche Akademie der Wissenschaften zu Berlin)) была открыта в 1946 году, филиалом которой до являлась Саксонская академия наук (Sächsische Akademie der Wissenschaften). В 1989 году в вузах ГДР обучались 13410 иностранцев.
Позднее появилось несколько государственных отраслевых академий. В 1950 году была открыта Академия художеств ГДР (Akademie der Künste der DDR) (до 1972 года — Германская академия художеств (Deutsche Akademie der Künste)); в 1951 году — Академия архитектуры ГДР (Bauakademie der DDR) (до 1973 года — Германская академия архитектуры (Deutsche Bauakademie)) и Академия сельскохозяйственных наук ГДР (Akademie der Landwirtschaftswissenschaften der DDR) (до 1972 года — Германская академия сельскохозяйственных наук (Deutsche Akademie der Landwirtschaftswissenschaften)). В 1970 году была создана также Академия педагогических наук ГДР (Akademie der Pädagogischen Wissenschaften der DDR), на основе существовавшего ранее Немецкого педагогического центрального института (Deutsches Pädagogisches Zentralinstitut).
Высшие классические учебные заведения — университеты:
- Берлинский университет имени Гумбольдта (Восточный Берлин)
- Галле-Виттенбергский университет (Галле)
- Лейпцигский университет им. Карла Маркса (Лейпциг)
- Йенский университет имени Фридриха Шиллера (Йена)
- Ростокский университет (Росток)
- Грайфсвальдский университет (Грайфсвальд)
- Высшие специализированные учебные заведения:
  - высшие технические школы
  - педагогические институты
  - медицинские академии, существовали с 1954 года
    - Магдебургская медицинская академия (Medizinische Akademie Magdeburg)
    - Дрезденская медицинская академия им. Карла Густава Каруса (Medizinische Akademie «Carl Gustav Carus»)
    - Эрфуртская медицинская академия (Medizinische Akademie Erfurt)

  - высшие педагогические школы (Pädagogische Hochschule), существовали с 1952—1956 гг., до 1967—1972 гг. — Педагогические институты (Pädagogisches Institut)
    - Нойбранденбургская высшая педагогическая школа (Pädagogische Hochschule «Edwin Hoernle» Neubrandenburg)
    - Гюстровская высшая педагогическая школа (Pädagogische Hochschule «Liselotte Herrmann» Güstrow)
    - Потсдамская высшая педагогическая школа (Pädagogische Hochschule Potsdam «Karl Liebknecht»)
    - Магдебургская высшая педагогическая школа (Pädagogische Hochschule Magdeburg «Erich Weinert»)
    - Галльская высшая педагогическая школа (Pädagogische Hochschule Halle-Köthen)
    - Эрфуртская высшая педагогическая школа (Pädagogische Hochschule «Dr. Theodor Neubauer» Erfurt/Mühlhausen)
    - Лейпцигская высшая педагогическая школа (Pädagogische Hochschule Leipzig «Clara Zetkin»)
    - Дрезденская высшая педагогическая школа (Pädagogische Hochschule «Karl Friedrich Wilhelm Wander» Dresden)
    - Цвиккаусская высшая педагогическая школа (Pädagogische Hochschule «Ernst Schneller» Zwickau)

  - высшие инженерные школы
  - учительские институты (Institut für Lehrerbildung), существовали с середины 1950-х гг.
    - Ростокский учительский институт (Institut für Lehrerbildung «Jacques Duclos»)
    - Темплинский учительский институт (Institut für Lehrerbildung «Dr. Theodor Neubauer»)
    - Берлинский учительский институт (Institut für Lehrerbildung «Clara Zetkin»)
    - Потсдамский учительский институт (Institut für Lehrerbildung «Rosa Luxemburg»)
    - Нойцелльский учительский институт (Institut für Lehrerbildung «T. S. Marinenko»)
    - Штрассфуртский учительский институт (Institut für Lehrerbildung «Makarenko»)
    - Котенский учительский институт (Institut für Lehrerbildung «Wolfgang Ratke»)
    - Кведлинбургский учительский институт (Institut für Lehrerbildung)
    - Галльский учительский институт (Institut für Lehrerbildung «N. K. Krupskaja»)
    - Нордхаузенский учительский институт (Institut für Lehrerbildung «A. S. Makarenko»)
    - Веймарский учительский институт (Institut für Lehrerbildung «Walter Wolf»)
    - Рохлицкий учительский институт (Institut für Lehrerbildung)
    - Ауэрбахский учительский институт (Institut für Lehrerbildung)
    - Лейпцигский учительский институт (Institut für Lehrerbildung «N. K. Krupskaja»)
    - Носсенский учительский институт (Institut für Lehrerbildung «Geschwister Scholl»)
    - Радебойльский учительский институт (Institut für Lehrerbildung «Edwin Hoernle»)
    - Лёбаусский учительский институт (Institut für Lehrerbildung «Carl Friedrich Wilhelm Wander»)
    - Баутценский сорбский учительский институт (Sorbisches Institut für Lehrerbildung «Karl Jannack»)
- Средние специальные учебные заведения:
  - педагогические училища
  - техникумы (Fachschule)
  - профессиональные школы (Berufsschule)
  - инженерные школы (Ingenieurschule)
- средние и начальные учебные заведения — политехнические школы (Polytechnische Oberschule, до 1959 года — средние школы (Mittelschule)).

#### Медицина
- Университетская клиника Грайфсвальда (Universitätsklinikum Greifswald) (Померания) (в 1952—1990 гг. — Ростокская окружная больница)
- Университетская клиника Берлина (Бранденбург и Большой Берлин) (в 1952—1990 гг. — Берлинская окружная больница)
- Университетская клиники Галле (Universitätsklinikum Halle) (Прусская Саксония) (1952—1990 гг. — Галльская окружная больница)
- Университетская клиника Ростока (Мекленбург-Шверин, также обслуживала Мекленбург-Стрелиц) (в 1952—1990 гг. Ростокская окружная больница)
- Университетская клиника Йены (Universitätsklinikum Jena) (Тюрингия) (в 1952—1990 гг. — Йенская окружная больница)

## Политика

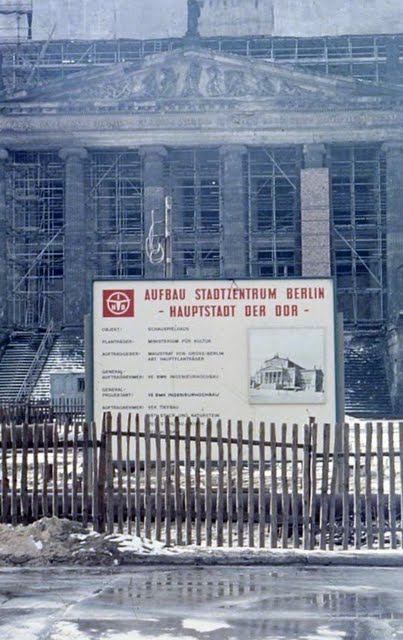
Восстановительные работы в восточном Берлине и плакат, подчёркивающий, что Берлин является столицей ГДР

### Государственный строй

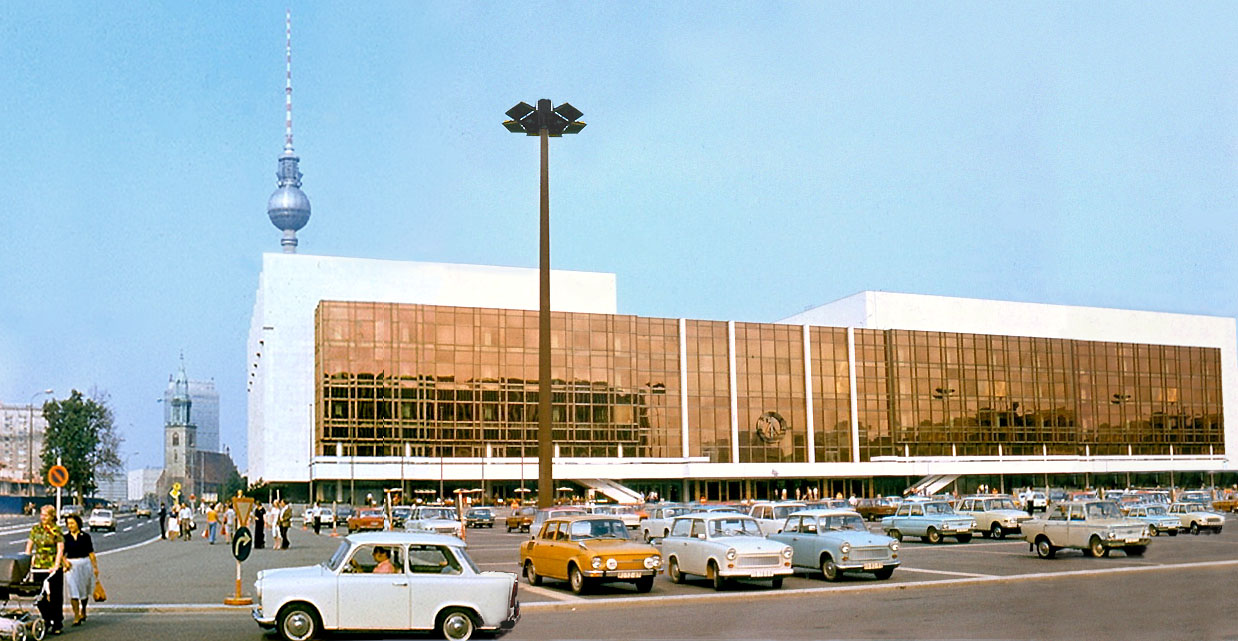
Дворец Республики

Законодательные органы — Палата земель (Länderkammer), избиралась ландтагами (в 1952—1990 годы была упразднена), и Народная палата (Volkskammer), избиралась народом по партийным спискам (в 1950—1989 годы на безальтернативных выборах) сроком на 4 года (с 1968 — на 5 лет), глава государства — Президент (Präsident der Republik), избирался Палатой Земель и Народной Палатой сроком на 4 года (в 1960—1990 годы — Государственный совет (Staatsrat), состоявший из председателя, заместителей председателя, секретаря и членов, избирался Народной Палатой), исполнительный орган — Правительство (Regierung der Republik), состоявший из премьер-министра (Ministerpräsident) и министров, назначался Президентом и нёс ответственность перед Народной Палатой (в 1952—1990 годы — Совет министров (Ministerrat), избиравшийся Народной Палатой).

### Силовые ведомства

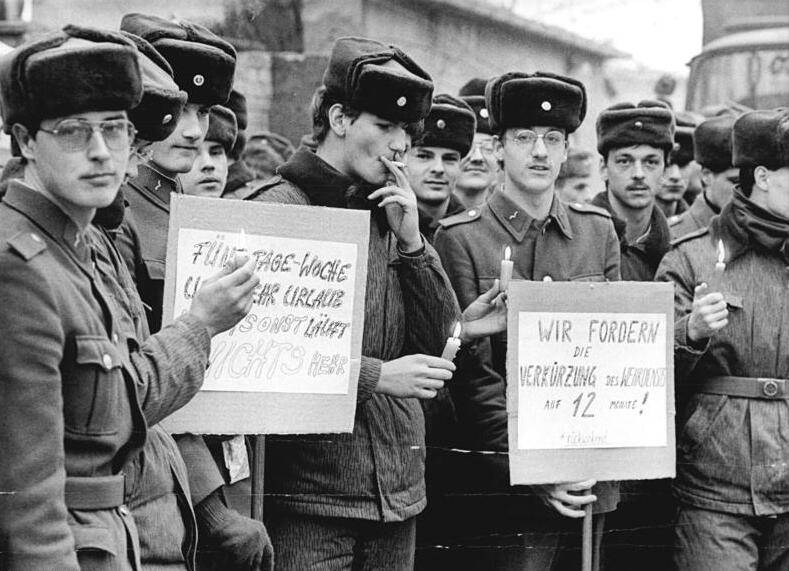
Солдаты Фольксармее на демонстрации за 5-дневную рабочую неделю и сокращение срока службы до 12 месяцев, 1990

- Полицейские организации земель (в 1952—1990 гг. — Народная полиция, состоявшая из окружных управлений, окружные управления — из районных отделов).
  - Полицейское управление Берлина (Polizeipräsidium Berlin)
  - Полиция Мекленбурга (Polizei Mecklenburg)
  - Полиция Бранденбурга (Polizei Brandenburg)
  - Полиция Саксонии (Polizei Sachsen)
  - Тюрингская полиция (Thüringer Polizei)
  - Полиция Саксонии-Анхальт (Polizei Sachsen-Anhalt)
- 8 февраля 1950 г. создано министерство государственной безопасности.
- Национальная народная армия (в 1948—1952 гг. — полиция готовности (Bereitschaftspolizei), в 1952—1956 гг. — Казарменная народная полиция (Kasernierte Volkspolizei), комплектовалось по найму (в 1962—1990 гг. по призыву), состояла из:
  - сухопутных войск, состояли из 4 мотострелковых и 2 танковых дивизий;
  - фольксмарине (народного флота);
  - люфтштрайткрефте (военно-воздушных сил), состояли из 6 истребительных полков;
- В 1961 на базе пограничной полиции МВД ГДР были образованы пограничные войска ННА (Grenztruppen) (см.Эрих Петер).

### Судоустройство
В 1945—1952 гг. высшей судебной инстанцией являлся Верховный Суд (Oberster Gerichtshof), назначался Правительством и утверждавшийся Народной палатой, судами второй инстанции — оберландесгерихты (Oberlandesgericht) назначавшиеся правительствами земель и утверждавшиеся ландтагами:
- Оберландесгерихт Шверина (Oberlandesgericht Schwerin)
- Оберландесгерихт Потсдама (Oberlandesgericht Potsdam)
- Оберландесгерихт Галле (Oberlandesgericht Halle)
- Оберландесгерихт Геры (Oberlandesgericht Gera) (с 1950 года — Высший земельный суд Эрфурта (Oberlandesgericht Erfurt))
- Оберландесгерихт Дрездена (Oberlandesgericht Dresden)
- Камерный суд (Kammergericht)

Судами первой инстанции являлись ландгерихты (Landgericht), низшим звеном судебной системы — амтсгерихты (Amtsgericht), назначавшиеся правительствами земель. При земельных судах и судах управлений действовали суды присяжных (Schöffengericht), состоящие из судьи и двух присяжных заседателей (Laienrichter), избираемых по предложению партий и общественных организаций органами местного самоуправления, а также ювенальные суды (Jugendgericht) и ювенальные суды присяжных (Jugendschöffengericht). Присяжным мог быть гражданин старше 23 лет. Прокурорский надзор осуществляли Верховная Прокуратура (Oberste Staatsanwaltschaft), верховные прокуроры земель и прокуроры ландгерихтов. Верховный Суд Правосудия состоял из Большого Сената, гражданских и уголовных сенатов, каждый из которых состоял из верховного судьи (Oberrichter) и двух судей, Президиум Верховного Суда Правосудия состоял из председателя (Präsident), заместителя председателя (Vizepräsident) и верховных судей. Подготовку судей прокуроров и адвокатов из всех слоёв населения должны были осуществлять центры правовой подготовки (Ausbau der juristischen Bildungsstätten). Верховная прокуратура состояла из верховного прокурора (Oberster Staatsanwalt), назначаемого Народной Палатой, и прокуроров Верховной Прокуратуры (Staatsanwälte der Obersten Staatsanwaltschaft), назначаемых Правительством.
Судами второй инстанции административной юстиции являлись административные суды земель:
- Административный суд Мекленбурга (Verwaltungsgerichtshof für das Land Mecklenburg)
- Бранденбургский административный суд (Brandenburgischer Verwaltungsgerichtshof)[44]
- Земельный административный суд Саксонии (Landesverwaltungsgericht Sachsen)
- Земельный административный суд Тюрингии (Landesverwaltungsgericht Thüringen)[45]

В 1952—1990 гг. высшей судебной инстанцией являлся Верховный Суд (Oberstes Gericht), судами второй инстанции — окружные суды (Bezirksgericht), избиравшиеся бециркстагами, судами первой инстанции — районные суды (Kreisgericht), избиравшиеся крейстагами, а их присяжные — собраниями трудящихся, судами военной юстиции второй инстанции — высшие военные суды (Militärobergericht) (в каждом из военных округов (Militärbezirke)), суды военной юстиции первой инстанции — военные суды (Militärgericht), органами прокурорского надзора являлись Генеральная прокуратура, окружные прокуратуры и районные прокуратуры, а также должности военных прокуроров (Militärstaatsanwälte) и военного высшего прокурора (Militäroberstaatsanwalt). В 1968 году были созданы общественные суды (Gesellschaftliche Gerichte), которые были двух видов — арбитражные комиссии (Schiedskommissionen) в рамках жилых территорий, общин и производственных кооперативов, избиравшиеся по предложению комитетов Национального фронта общинными представительствами (в общинах) или городскими собраниями уполномоченных (в жилых территориях), в производственных кооперативах — по предложению правлений членами производственных кооперативах), и конфликтные комиссии (Konfliktkommissionen) в рамках предприятий, избиравшиеся работниками по предложению производственных профсоюзных комитетовRichtergesetz.
Органом конституционного надзора являлся Конституционный Комитет (Verfassungsausschuss).
Органом для подбора кандидатур на должности судей являлся Комитет юстиции (Justizausschuss), органами для подбора кандидатур на должности судей земельных судов (до 1952 года) — комитеты юстиции земель.
В 1988—1989 году число представителей юридической профессии в ГДР составляло:
- Профессиональных судей — 1435 чел. (90 чел. на 1 млн населения);
- Государственных обвинителей — 1200 чел. (75 чел. на 1 млн населения);
- Адвокатов — 599 чел. (38 чел. на 1 млн населения).

По сравнению с ФРГ юридическое сообщество ГДР имело в 1988—1989 годах следующие особенности:
- Незначительное число адвокатов. В ГДР 1 адвокат приходился на 2 государственных обвинителей и на 2 судей, тогда как в ФРГ было 3 адвоката на 1 судью;
- Меньшее число профессиональных судей. В ФРГ на 1 млн населения было 294 судьи, а в ГДР — 90 судей.

При этом число государственных обвинителей в ГДР и ФРГ в 1988—1989 году было сопоставимым — по 75 человек на 1 млн населения.

### Прочие органы
Высшим контрольно-ревизионным органом ГДР был Центральный комитет Рабоче-крестьянской инспекции (Zentrales Komitee der Arbeiter-und-Bauern-Inspektion), до 1952 года он назывался Центральной комиссией по государственному контролю (Zentrale Kommission für Staatliche Kontrolle), после 1990 года — Счётная Палата (Rechnungshof).

### Политические партии
- Социалистическая единая партия Германии (СЕПГ) — коммунистическая, в 1950—1990 гг. правящая, в 1969—1990 гг. конституция закрепляла её ведущую роль
- Христианско-демократический союз Германии (ХДСГ) — консервативная
- Либерально-демократическая партия Германии (ЛДПГ) — либеральная
- Национально-демократическая партия Германии (НДПГ) — либеральная
- Демократическая крестьянская партия Германии (ДКПГ) — аграрная консервативная

В Народной палате, кроме партий, были представлены Объединение свободных немецких профсоюзов, Демократический женский союз Германии, Союз свободной немецкой молодёжи и Культурный союз.
Все политические организации, существовавшие в ГДР, объединялись в Национальный фронт демократической Германии. Единый список кандидатов от Народного фронта и предлагался избирателям.
С 1990 СЕПГ стала ПДС, депутаты НДПГ присоединились к ХДС, депутаты ДКПГ присоединилась к либералам, депутаты профсоюзов вошли в СДПГ, часть женщин присоединилась к зелёным, молодёжные и культурные лидеры присоединились к коммунистам.
Были созданы новые партии: консервативная — Немецкий социальный союз, либеральная — Свободная демократическая партия в ГДР и социалистическая — Социал-демократическая партия в ГДР.

### Общественные организации
- Объединение свободных немецких профсоюзов
- Союз свободной немецкой молодёжи
- Пионерская организация имени Эрнста Тельмана
- Общество германо-советской дружбы
- Культурный союз

### Взаимоотношения с ФРГ
На момент принятия провозглашения ГДР была признана со стороны СССР, Польши, Чехословакии, Венгрии, Румынии, Болгарии и Финляндии (последняя также признала и ФРГ, остальные признали ФРГ только в 1955 году).
В начале 1952 года Сталиным был поднят вопрос об объединении Германии. 10 марта 1952 года Советским Союзом было предложено всем оккупационным державам (Великобритании, Франции, и США) незамедлительно и при участии общегерманского правительства начать разработку мирного договора с Германией, проект которого прилагался. СССР готов был согласиться на объединение страны, допустить существование немецкой армии, военной промышленности и свободной деятельности демократических партий и организаций, но при условии неучастия Германии в военных блоках. Запад фактически отверг советское предложение, настаивая на том, что объединённая Германия должна быть свободной для вступления в НАТО.
В 1957 году была предпринята попытка создать конфедерацию ГДР и ФРГ с Государственным Советом в качестве координационного органа, эта попытка была поддержана как правительством ГДР (при этом оно выступило против общегерманских выборов), так и СДПГ в ФРГ, но правящий на тот момент ХДС выступил фактически против. В 1957 году правительство Западной Германии во главе с Конрадом Аденауэром ввело в действие «доктрину Хальштейна», которая предусматривала автоматический разрыв дипломатических отношений с любой страной, признавшей ГДР. До 1963 года в ГДР действовало понятие «немецкое гражданство» — граждане ФРГ, приезжавшие в ГДР, автоматически получали право голоса при выборах в восточногерманский парламент.
До 1965 года сохранялось частичное спортивное единство Германии — ГДР и ФРГ выставляло единую олимпийскую команду.
Также до 1969 года сохранялось церковное единство Германии: во всей Германии действовала единая протестантская религиозная организация — Евангелическая церковь Германии, но в 1969 году 8 восточногерманских земельных церквей образовали Союз евангелических церквей ГДР.
В 1972 году ГДР и ФРГ признали друг друга, после чего началось признание ГДР со стороны остальных государств, а в 1973 году обе Германии были приняты в ООН.

### Оккупационные власти и войска
Органом, представлявшим интересы оккупационных сил, являлась Комиссия советского контроля (Sowjetische Kontrollkommission), созданная в 1949 году, в 1953 году преобразованная в Высшую комиссию СССР в Германии (Hohe Kommission der Sowjetunion in Deutschland) и упразднённая в марте 1954 года.

### Группа советских войск в Германии
Группа советских войск в Германии (ГСВГ) — объединение ВС СССР, группировка советских войск, дислоцировавшаяся в ГДР с момента окончания Великой Отечественной войны. В июне 1945 года на основе 1-го и 2-го Белорусских и 1-го Украинского фронтов была образована Группа советских оккупационных войск в Германии.
В 1949 в связи с образованием ГДР, ГСОВГ преобразована в Группу советских войск в Германии.
С 1 июля 1989 года стала именоваться Западной группой войск. Прекратила существование 31 августа 1994 года. Была крупнейшим войсковым объединением советских войск, дислоцированном в непосредственном соприкосновении с вооружёнными силами НАТО. Считалась одной из наиболее боеспособных в Советской Армии. Численность личного состава группы войск превышала 500 тысяч человек. Штаб-квартира ГСВГ — город Вюнсдорф в 40 км к югу от Берлина.

## Экономика
Основная статья: Экономика ГДР

### Промышленность

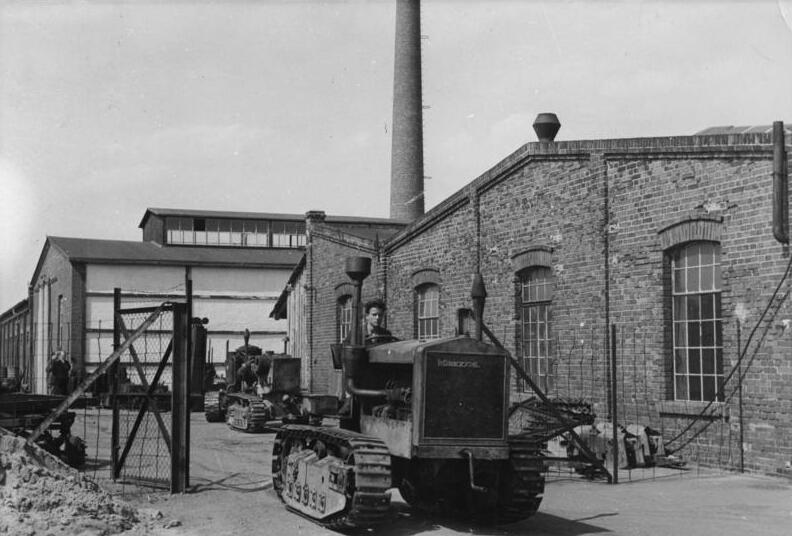
Тракторный завод «Шёнебек» в 1948

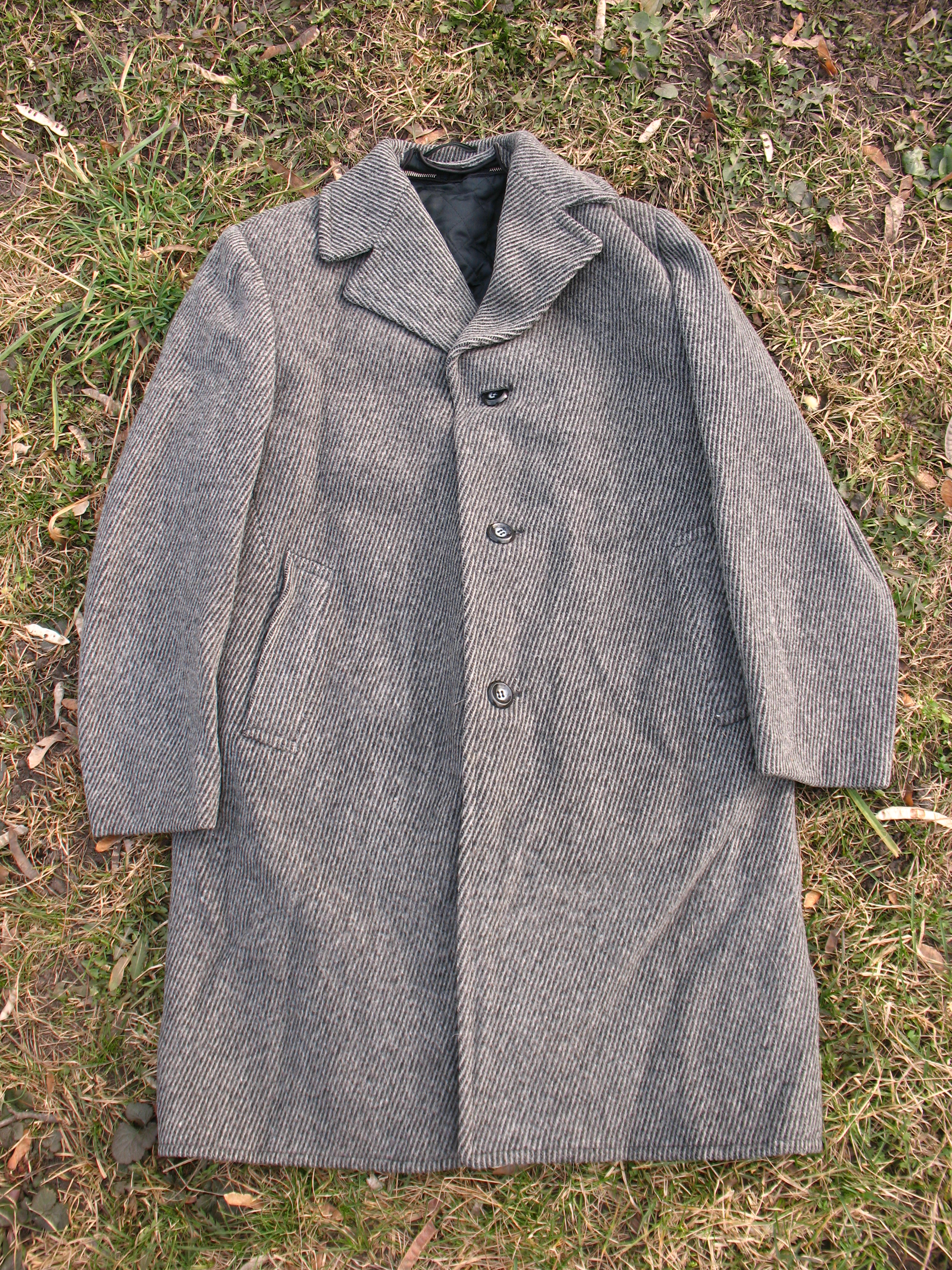
Демисезонное пальто, 1970-е

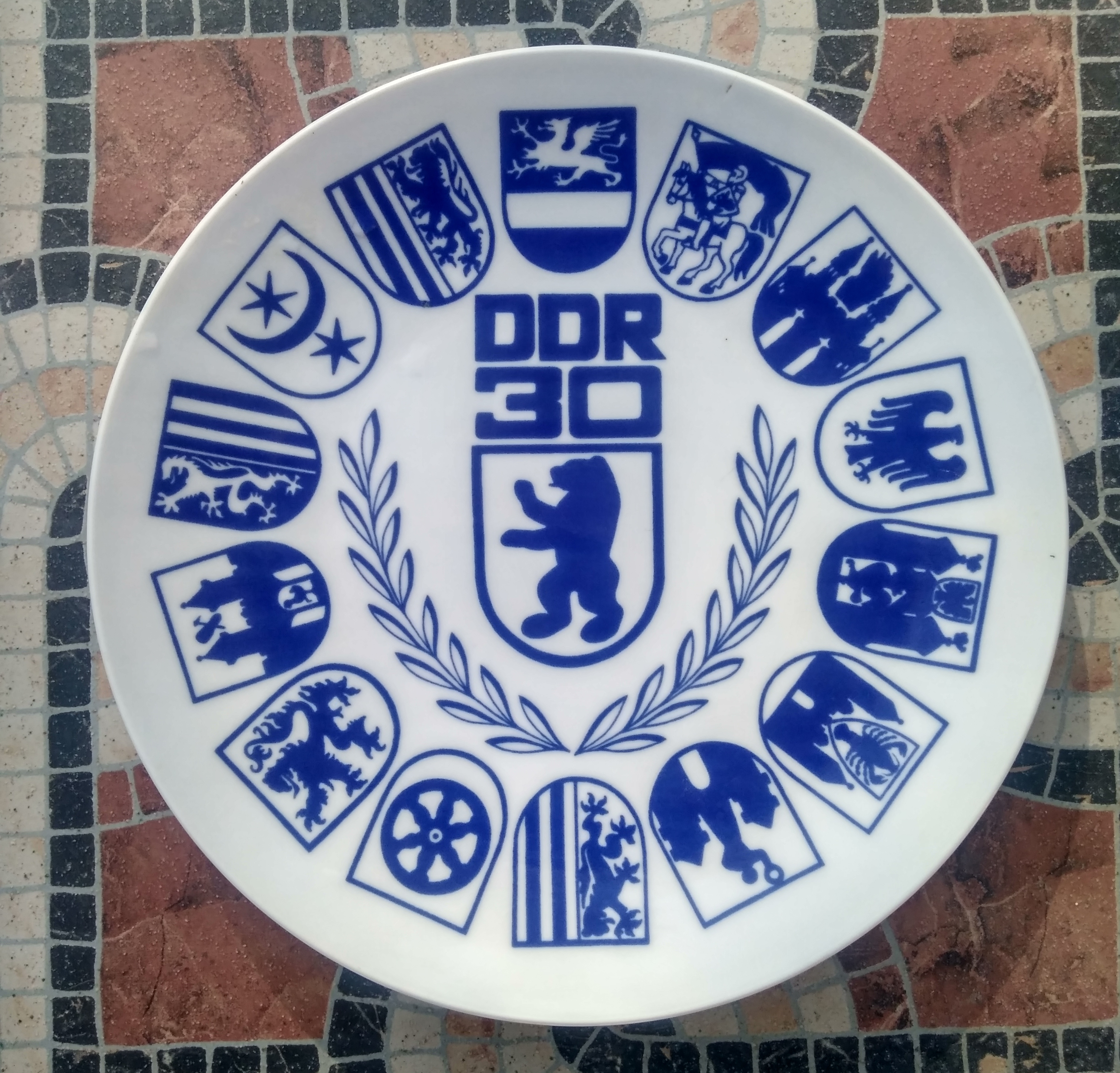
Юбилейная фарфоровая тарелка к 30-летию образования ГДР

К 1980-м годам ГДР стала высокоразвитой индустриальной страной с интенсивным сельским хозяйством. По объёму промышленной продукции ГДР занимала 6-е место в Европе. Ведущие отрасли промышленности: машиностроение и металлообработка, химическая промышленность, электротехника и электроника, оптика, приборостроение, лёгкая промышленность. В экономическом отношении ГДР шла по пути планового хозяйства.
По сравнению с другими странами социалистического блока[уточнить], здесь были достигнуты значительные успехи: уровень жизни в ГДР был самым высоким, а по важнейшим показателям республика была вторым индустриальным государством после СССР.
Ненационализированная часть промышленности была объединена в Торгово-промышленную палату ГДР (Industrie- und Handelskammer der DDR), до 1953 года в ряд региональных торгово-промышленных палат — Торгово-промышленную палату Хемница (Industrie- und Handelskammer Chemnitz), Торгово-промышленную палату Дрездена (Industrie- und Handelskammer Dresden), Восточнотюрингскую торгово-промышленную палату в Гере (Industrie- und Handelskammer Ostthüringen zu Gera), Южнотюрингскую Торгово-промышленную палату (Industrie- und Handelskammer Südthüringen), Торгово-промышленную палату Галле-Дессау (Industrie- und Handelskammer Halle-Dessau), Торгово-промышленную палату Нойбранденбурга (Industrie- und Handelskammer zu Neubrandenburg), Торгово-промышленную палату Шверина (Industrie- und Handelskammer zu Schwerin), Торгово-промышленную палату Восточного Бранденбурга (Industrie- und Handelskammer Ostbrandenburg), Торгово-промышленную палату Потсдама (Industrie- und Handelskammer Potsdam). До 1954 года Восточный и Западный Берлин имели общую торгово-промышленную палату (Industrie- und Handelskammer zu Berlin), но в 1954 году для Восточного Берлина была создана отдельная торгово-промышленная палата. Высшим органом Торгово-промышленной палаты ГДР являлось Правление (Vorstand), треть которой назначалось компаниями, треть государством, треть рабочими, между заседаниями Правления — Президиум (Präsidium), состоящим из председателя (Vorsitzender) и четырёх заместителей (Stellvertreter). Кроме народных предприятий (Volkseigener Betrieb), предприятий с государственным участием (Betrieb mit staatlicher Beteiligung), частных предприятий (Privatbetrieb), существовали также производственные кооперативы ремесленников (Produktionsgenossenschaft des Handwerks).
Последние средние и мелкие предприятия частной и смешанной собственности были национализированы в 1972 году.
Радиоэлектроника
- Robotron

Оптика
- Карл-Цейсс-Йена

Железнодорожная техника
- электровоз ЕЛ2
- электровоз ЕЛ21

Автомобильная промышленность
- Barkas
- Robur
- IFA

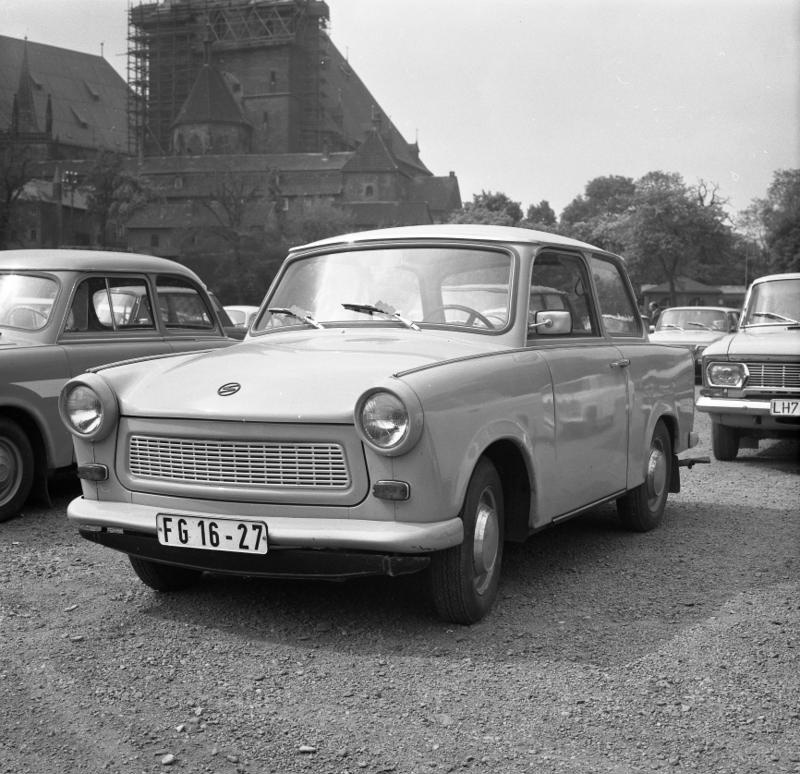
Trabant 601

- Трамвайные вагоны Gotha, в 1965 году производство свёрнуто[49]
- Автобусы IFA H6B (Ernst Grube), в 1959 году производство свёрнуто[50], после чего в меньших масштабах производство автобусов осуществляло Fritz Fleischer KG
- Представительские автомобили серии Horch, в 1958 году производство свёрнуто[51], вместо них Sachsenring Automobilwerke Zwickau стал выпускать легковые автомобили серии Trabant, VEB Automobilwerk Eisenach годом ранее развернул производство серии более дешёвых[уточнить] легковых автомобилей Wartburg
- Multicar
- P3 Horch/P3 Sachsenring

Химическая промышленность
- ORWO

Нефтегазовая промышленность
- Главная нефтяная компания — Minol

### Сельское хозяйство
Основными сельскохозяйственными предприятиями являлись сельскохозяйственные производственные кооперативы (landwirtschaftliche Produktionsgenossenschaft), представлявшие собой производственные объединения крестьян-арендаторов земли, в меньшей степени народные имения (Volkseigenes Gut), представлявшие собой государственные сельскохозяйственные предприятия. При этом до 1964 года сельскохозяйственные производственные кооперативы не являлись собственниками сельскохозяйственных машин, которые находились в распоряжении Машино-тракторных станций (Maschinen-Traktoren-Station), которые также являлись государственными предприятиями.

### Финансы
Денежной единицей ГДР являлась «Немецкая Марка» (Deutsche Mark) (в 1968—1990 гг. — Марка ГДР (Mark der DDR)) (0,399902 грамм золота, 40 копеек СССР, хлеб стоил 78 пфеннигов, булка — 5 пфеннигов, билет на трамвай и внутригородской автобус — 20 пфеннигов), представленная:
- банковскими билетами номиналом в 50 пфеннигов (пфенниг — 1/100 марки), 1, 2 (до 1951 года), 5, 10, 20, 50, 100 марок, а с 1985 года также 200 и 500 марок, печатавшимися Немецкой типографией ценных бумаг и (до 1957 года) земельными типографиями Бранденбурга (Landesdruckerei Brandenburg)[54], Саксонии (Landesdruckerei Sachsen), Тюрингии (Landesdruckerei Thüringen), Саксонии-Ангальт и Мекленбурга, и эмитировавшимися «Немецким эмиссионным банком» (Deutsche Notenbank) (в 1968—1990 гг. назывался — Государственный банк ГДР (Staatsbank der DDR))[55], находившимся в подчинении Правительства ГДР, а до 1951 года — в подчинении Советской военной администрации, и Немецкой типографией ценных бумаг (Deutsche Wertpapierdruckerei) (в 1978—1990 гг. Типографией ценных бумаг ГДР (Wertpapierdruckerei der DDR));
- алюминиевыми монетами номиналом в 1, 5, 10 пфеннигов, с 1951 года — 50 пфеннигов, 1 и 2 марки[56], на аверсе изображены шестерня и колос, в 1952—1990 гг. — герб ГДР, чеканившимися Берлинским монетным двором (Münze Berlin) (в 1978—1990 г. — Монетный двор ГДР (Münze der DDR)), находимся в подчинении Министерства финансов ГДР;
- в 1979—1990 гг. форум-чеками (Forumscheck) достоинством в 0,5, 1, 5, 10, 50, 100 и 500 марок, эмитировавшимися ООО «Внешнеторговое общество „Форум“» («Forum Außenhandelsgesellschaft m.b.H.»), которые могли отовариваться только в сети магазинов Intershop.

Банки:
- Немецкий эмиссионный банк — эмиссионный и расчётный
  - Расчётно-эмиссионный банк Саксонии (Emissions- und Girobank Sachsen)[57], в 1952—1990 гг. — окружные дирекции Дрездена, Лейпцига и Карл-Маркс-Штадта
  - Расчётно-эмиссионный банк Тюрингии, в 1952—1990 гг. — окружные дирекции Эрфурта, Геры и Зуля
  - Расчётно-эмиссионный банк Саксонии-Анхальт (Emissions- und Girobank Sachsen-Anhalt), в 1952—1990 гг. — окружные дирекции Магдебурга и Галле[58]
  - Расчётно-эмиссионный банк Бранденбурга, в 1952—1990 гг. — окружные дирекции Потсдама, Франкфурта-на-Одере и Котбуса
  - Расчётно-эмиссионный банк Мекленбурга, в 1952—1990 гг. — окружная дирекция Шверина, Нойбранденбурга и Ростока
  - Саксонский земельный банк (Sächsische Landesbank) (до 1952 года) — сберегательный банк Саксонии
  - Тюрингский земельный банк (Thüringische Landesbank) (до 1952 года) — сберегательный банк Тюрингии
  - Провинциальный банк Марки Бранденбург (Provinzialbank Mark Brandenburg) (до 1952 года) — сберегательный банк Бранденбурга
  - Земельный банк Мекленбурга (Landesbank Mecklenburg) (до 1952 года) — сберегательный банк Мекленбурга
  - Провинциальный банк Саксонии-Анхальт (до 1952 года) — сберегательный банк Саксонии-Анхальт
- Немецкий инвестиционный банк (Deutsche Investitionsbank) (в 1967—1990 гг. — Торгово-промышленный банк (Industrie- und Handelsbank)) — кредитный банк для промышленных предприятий
  - Земельный кредитный банк Мекленбурга, в 1952—1990 гг. — окружные дирекции Шверина, Нойбранденбурга и Ростока
  - Земельный кредитный банк Бранденбурга, в 1952—1990 гг. — окружные дирекции Потсдама, Франкфурта-на-Одере и Котбуса
  - Земельный кредитный банк Саксонии-Анхальт (Landeskreditbank Sachsen-Anhalt)[59], в 1952—1990 гг. — окружная дирекция Магдебурга и Галле
  - Саксонский земельный кредитный банк (Sächsische Landeskreditbank), в 1952—1990 гг. — окружные дирекции Дрездена, Карл-Маркс-Штадта и Лейпцига
  - Земельный кредитный банк Тюрингии, в 1952—1990 гг. — окружные дирекции Эрфурта, Геры и Зуля
- Немецкий крестьянский банк (Deutsche Bauernbank) — кредитный банк для государственных имений и сельскохозяйственных кооперативов[60]
- Немецкий торговый банк (Deutsche Handelsbank)
- Немецкий внешнеторговый банк (Deutsche Außenhandelsbank) — расчётный банк для внешней торговли
- В каждом из районов существовали крестьянские торговые кооперативы (Bäuerliche Handelsgenossenschaft) — кредитные банки для крестьян-единоличников
- В каждом из районов существовали — ремесленно-промысловые банки (Bank für Handwerk und Gewerbe) (в 1970—1974 гг. ремесленно-промысловые кооперативные банки (Genossenschaftsbank für Handwerk und Gewerbe), в 1974—1990 гг. — ремесленно-промысловые кооперативные кассы (Genossenschaftskasse für Handwerk und Gewerbe)) — банки для кредитования ремесленников, представляющие собой паевые товарищества ремесленников

Крупнейшее рекламное агентство DEWAG (Deutsche Werbe- und Anzeigengesellschaft — «Немецкая рекламная корпорация»).

### Транспорт и связь
Железнодорожными перевозками в стране занималась компания Deutsche Reichsbahn, авиаперевозками — Германский воздушный союз (Deutsche Lufthansa), с 1963 года — Международные авиалинии (Interflug), почтовыми услугами — «Германская почта» (Deutsche Post). Трамвай существовал в Берлине, Ростоке, Шверине, Штральзунде (до 1966 года), Бранденбурге-на-Хафеле, Котбусе, Франкфурте-на-Одере, Потсдаме, Магдебурге, Галле, Дессау, Хальберштадте, Мерзебурге, Наумбурге, Лейпциге, Дрездене, Карл-Маркс-Штадте, Плауене, Цвиккау, Гёрлице, Эрфурте, Нордхаузене, Мюльхаузене (до 1969 года), Гере, Йене, Готе, Айзенахе (до 1975 года) (большинство линий обслуживались либо двухсекционными сочленёнными вагонами Tatra KT4D, либо поездами из Tatra T4 и Tatra B4), в 1950—1979 в Берлине, Магдебурге, Эрфурте, Гере, Веймаре, Лейпциге, Цвиккау, Хойерсверде и Зуле существовал троллейбус, в Берлине был свой метрополитен. Аэропорты в Берлине, Дрездене (с 1957 года), Галле, Штральзунде (с 1957) и Эрфурте. Автодороги: «Берлин — Нойбранденбург — Штральзунд», «Берлин — Росток», «Берлин — Франкфурт-на-Одере», «Берлин — Котбус — Форст», «Берлин — Дрезден» и «Гёрлиц — Дрезден — Карл-Маркс-Штадт — Гера — Эрфурт — Айзенах».

### Торговля
Внутренняя розничная торговля велась через сеть муниципальных магазинов Handelsorganisation, сеть окружных универсальных магазинов Centrum Warenhaus, сеть окружных кооперативных универсальных Konsument.

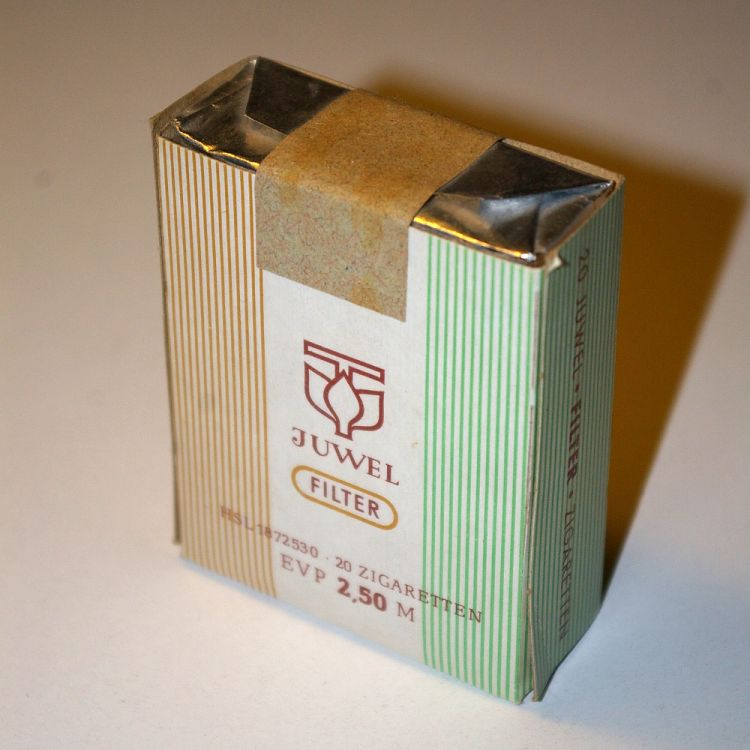
Сигареты. 1988

### Макроэкономические показатели
| год  | ВВП, млрд € | ВВП, млрд € | ВВП/чел, тыс. € | ВВП/чел, тыс. € |
| год  | ГДР         | ФРГ         | ГДР             | ФРГ             |
| 1950 | 37          | 262         | 2,0             | 5,2             |
| 1960 | 73          | 574         | 4,2             | 10,3            |
| 1970 | 113         | 897         | 6,6             | 14,8            |
| 1980 | 164         | 1179        | 9,8             | 19,1            |
| 1989 | 208         | 1400        | 12,5            | 22,6            |

## Культура
7 сентября 1945 года постановкой пьесы «Натан Мудрый» Г. Э. Лессинга был открыт Немецкий театр.
После образования ГДР в 1949 году задачей театрального искусства было провозглашено политическое и нравственное воспитание человека — строителя социализма. Театры были национализированы и перешли в ведение государства. Строились новые здания театров взамен разрушенных, создавались новые театральные коллективы.
Значительную роль в немецком и мировом театральном искусстве сыграл Бертольт Брехт. В 1949 году он основал вместе с Хеленой Вайгель театр «Берлинер ансамбль», в котором воплотил в жизнь свою теорию «эпического театра». Этот театр осуществил постановку почти всех пьес Брехта: «Мамаша Кураж и её дети» (1949), «Господин Пунтила и его слуга Матти» (1949), «Мать» (1952), «Кавказский меловой круг» (1954), «Жизнь Галилея» (1957), «Страх и отчаяние в Третьей империи» (1957), «Добрый человек из Сычуани» (1957), «Карьера Артуро Уи» (1959) и других.
Также театр «Берлинер ансамбль» ставил произведения немецкой и зарубежной классики: «Васса Железнова» М. Горького (1949), «Бобровая шуба» Г. Гауптмана (1951), «Разбитый кувшин» Г. Клейста (1951), «Кремлёвские куранты» Н. Погодина (1952), «Дон Жуан» Мольера (1953), «Воспитанница» А. Н. Островского (1955), «Оптимистическая трагедия» Вс. Вишневского (1958), «Дело Оппенгеймера» Х. Кипхардта (1967), «Пурпурная пыль» О’Кейси (1967), «Вьетнамское разбирательство» П. Вайса (1968).
В «Берлинер ансамбль» раскрылось актёрское искусство Хелены Вайгель и Эрнста Буша.
Культура и образование в ГДР интенсивно поддерживались и подвергались значительному регулированию в духе государственной доктрины. Конституция 1968 года предусматривала популяризацию социалистической культуры, культурной жизни трудящихся и тесную связь деятелей культуры с народом. «Физическая культура, спорт и туризм, будучи элементами социалистической культуры, служат всестороннему физическому и духовному развитию граждан».
И если в 1957 году было 86 театров, 40 симфонических оркестров, 11 092 библиотеки, 284 историко-краеведческих, художественных и природоведческих музея, 803 дома культуры, 451 клуб, 6 ансамблей народного творчества и 3 078 кинотеатров, то уже в 1988 году насчитывалось 18 505 государственных, профсоюзных и научных библиотек, 1 838 клубов и домов культуры, 962 молодёжных клуба, 111 музыкальных школ, 213 театров, 88 оркестров, 808 кинотеатров, 10 театров-кабаре, 741 музей и 117 различных зоопарков.
Театры и кабаре, вокруг которых кипела бурная и динамичная жизнь, особенно в Берлине, имели огромное значение для жителей социалистической Германии. Знаменитый Дрезденский оперный театр Semperoper, разрушенный во время Второй мировой войны, был вновь открыт в 1985 году. Friedrichstadt-Palast в Берлине является последним крупным монументальным сооружением, построенным в ГДР.
Особым культурным достижением ГДР является большое разнообразие немецких рок-групп. Существовали как откровенно «государственные рокеры», такие как Puhdys, так и критично настроенные группы, например, Silly и Renft. Некоторые ансамбли, такие как Karat и City, пользовались даже международной популярностью.

### Музеи
В каждом из округов действовали окружные краеведческие музеи (Bezirksheimatmuseum).

### Кинематограф и звукозапись
- Киностудия DEFA
- Звукозаписывающее предприятие VEB Deutsche Schallplatten Berlin (до 1954 года — Lied der Zeit Schallplatten-Gesellschaft mbH.)

### Музыка
- Берлинская высшая школа музыки имени Эйслера
- Берлинский симфонический оркестр
- Симфонический оркестр Берлинского радио
- Puhdys, рок-группа
- Karat, прогрессив-рок-группа
- Feeling B, панк-рок-группа
- Эрнст Буш — актёр и певец
- Дин Рид — поэт, певец, актёр, режиссёр, общественный деятель
- Пёстрый котёл — музыкальная развлекательная телепередача
- Oktoberklub — ансамбль политической песни
- Bayon — музыкальный коллектив

### Театр
- (театры оперы и баллета)

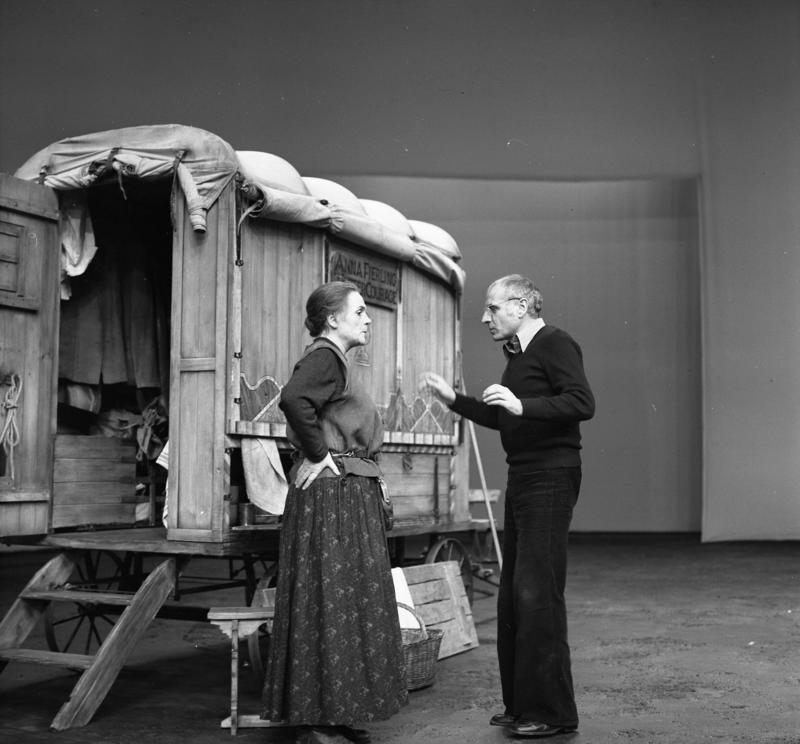
«Мамаша Кураж и её дети» в театре «Берлинер ансамбль», 1978 год

  - Немецкая государственная опера (Staatsoper Berlin) (Берлин)
  - «Комише опер» (Komische Oper) (Берлин) (с 1947 года)
  - Лейпцигская опера (Oper Leipzig)
  - Дрезденская опера (Dresdner Staatsoper)
- (театры драмы и комедии)
  - Немецкий театр (Deutsches Theater) (Берлин)
  - «Каммершпиле» (Kammerspiele) (Берлин)
  - «Берлинер ансамбль» (Berliner Ensemble) (Берлин) (с 1949 года)
  - «Фольксбюне» (Volksbühne) (Берлин)
  - «Театр им. М. Горького» (Maxim-Gorki-Theater) (Берлин)
  - «Бранденбургишес Ландестеатр» (Brandenburgisches Landestheater), с 1952 года — «Театр им. Ханса Отто» (Hans Otto Theater) (Потсдам)
  - Немецкий национальный театр (Deutsches Nationaltheater) (Веймар)
  - «Шаушпильхауз» (Schauspielhaus) (Лейпциг)
  - «Театр дес фриденс» (Theater des Friedens) (Галле)
  - «Ландестеатр» (Landestheater Halle) (Галле)
  - «Штатстеатр» (Staatstheater) (Дрезден)
  - «Ландестеатр Нойштрелиц» (Landestheater Neustrelitz), с 1954 года — «Театр им. Ф. Вольфа» (Friedrich-Wolf-Theater) (Нёйстрелиц)
  - «Фолькстеатр» (Volkstheater Rostock) (Ростоке).

### Цирк
Общее руководство цирками осуществлял государственный орган — народное предприятие «Центральный цирк» (VEB Zentral-Zirkus; основан в 1960, до этого подчинялись муниципалитетам), под контролем которого находились:
- 3 государственных передвижных цирка
  - «Аэрос» (Zirkus Aeros; Лейпциг)
  - «Буш» (Zirkus Busch; Мееране, Саксония (в 1952—1990 г. — Округ Карл-Маркс-Штадт))
  - «Беролино» (Берлин)
- частные цирки
  - «Хайн» (Zirkus Hein)
  - «Олимпия»
  - «Пробст» (Zirkus Probst; Дессау, Саксония-Анхальт (в 1952—1990 г. — Округ Галле))

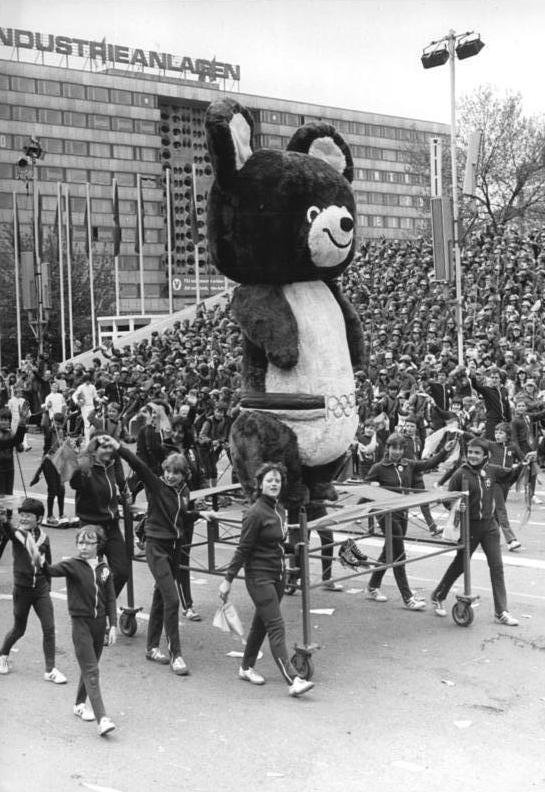
V фестиваль дружбы молодёжи СССР и ГДР в Карл-Маркс-Штадте, 1980 год

  - «Роландос»[65]

### Средства массовой информации

#### Информационные агентства
- Всеобщая немецкая информационная служба (Allgemeiner Deutscher Nachrichtendienst, ADN)

#### Газеты
15 газет СЕПГ.
- «Берлин ам Миттаг» (Berlin am Mittag — «Берлин в полдень»), «Нахт-Экспресс» (Nacht-Express — «Ночной экспресс»), «Ляйпцигер Цайтунг» (Leipziger Zeitung — «Лейпцигская газета»), «Тагеспост» (Tagespost — «Дневная почта») — общенациональные частные газеты в 1945—1953 годах.
- «Гезетцблатт дер Дойчен Демократишен Републик» (Gesetzblatt der Deutschen Demokratischen Republik — «Бюллетень законов Германской Демократической Республики») — бюллетень законов, в 1949—1952 годах существовали также аналогичные региональные издания:
  - «Гезетцблатт дес Ляндес Захсен-Анхальт» (Gesetzblatt des Landes Sachsen-Anhalt — «Бюллетень законов Земли Саксония-Анхальт»)
  - «Гезетц- унд Ферорднунгсблатт» (Gesetz- und Verordnungsblatt — «Бюллетень законов и предписаний», Саксония)
  - «Регирунгсблатт фюр дас Лянд Тюринген» (Regierungsblatt für das Land Thüringen — «Бюллетень правительства Земли Тюрингия»)
  - «Гезетц- унд Ферорднунгсблатт дес Ляндес Бранденбург» (Gesetz- und Verordnungsblatt des Landes Brandenburg)
  - «Регирунгс-Блатт фюр Мекленбург» (Regierungs-Blatt für Mecklenburg)
- «Ди Кирхе» (Die Kirche — «Церковь») — издание Евангелической церкви Унии
- «Мекленбургише Кирхенцайтунг» (Mecklenburgische Kirchenzeitung — «Мекленбургская церковная газета'») — издание Евангелическо-Лютеранской церкви Мекленбурга
- «Глаубе унд Хаймат» (Glaube und Heimat — «Вера и родина») — издание Евангелическо-Лютеранской церкви Тюрингии
- «Дер Зоннтаг» (Der Sonntag — «Воскресенье») — издание Евангелическо-Лютеранской церкви Саксонии
- «Нойес Дойчланд» (Neues Deutschland — «Новая Германия») — печатный орган СЕПГ
- «Нойе цайт» (Neue Zeit — «Новое время») — печатный орган ХДС
- «Морген» (Morgen — «Завтра») — печатный орган ЛДПГ
- «Националь-цайтунг» (National-Zeitung — «Национальная газета») — печатный орган НДПГ
- «Бауэрнэхо» (Bauernecho — «Крестьянское эхо») — печатный орган ДКПГ
- «Юнге Вельт» (Junge Welt — «Новый мир») — печатный орган ССНМ
- «Дойчес шпортэхо» (Deutsches Sportecho — «Немецкое спортивное эхо») — печатный орган Немецкого Спортивного Союза
- «Берлинер цайтунг» (Berliner Zeitung — «Берлинская газета») — до 1953 года общенациональная, с 1953 года — печатный орган Берлинской окружной партийной организации СЕПГ
- «Трибюне» (Tribune — «Трибуна») — печатный орган Союза Свободных Немецких Профсоюзов
- «Нова доба» (в.-луж. Nova Doba) — печатный орган лужицких сербов
- Районные газеты — частные, в 1952—1990 годах — совместные печатные органы районные комитетов СЕПГ и районных комитетов Национального фронта Демократической Германии.

#### Журналы
- «Eulenspiegel» — сатирический журнал
- «FRÖSI»[нем.] (сокращение от Fröhlich sein und singen, нем. «Радоваться и петь») — журнал пионерской организации
- «Trommel»[нем.](нем. «Барабан») — журнал пионерской организации
- «Bummi»[нем.] — детский журнал
- «ABC-Zeitung»[нем.](нем. «ABC-газета») — детский журнал
- «Für Dich»[нем.](нем. «Для тебя») — женский журнал
- «Neue Berliner Illustrierte»[нем.] (также сокращённо назывался NBI) — еженедельный журнал

#### Радиовещание и телевидение
В 1945—1953 гг. радиовещание велось:
- по общегосударственной программе радиостанцией «Дойчландзендер» (Deutschlandsender)
- по 2 региональным программам радиостанциями:
  - «Миттельдойчер рундфунк» (Mitteldeutscher Rundfunk)
  - «Берлинер рундфунк» (Berliner Rundfunk)
- по 5 земельным «оконным» программам по региональным программам радиостанциями:
  - «Ландесзендер Потсдам» (Landessender Potsdam)
  - «Ландесзендер Шверин» (Landessender Schwerin)
  - «Ландесзендер Галле» (Landessender Halle)
  - «Ландесзендер Веймар» (Landessender Weimar)
  - «Ландесзендер Дрезден» (Landessender Dresden)

Руководство радиовещанием осуществляло Генеральное интендантство Германского демократического радио (Generalintendanz des Deutschen Demokratischen Rundfunks).
В 1954—1990 гг. радиовещание велось:
- радиостанцией «Дойчландзендер» (в 1971—1990 гг. «Штимме дер ДДР») по одной общегосударственной программе
- радиостанцией «Радио ДДР» (Rundfunk der DDR, Radio DDR) с конца 1950-х гг. по двум общегосударственным программам
- радиостанцией «Берлинер Рундфунк» с конца 1950-х гг. до 1971 гг. по двум, в 1971—1986 гг. — по двум, с 1986 гг. вновь по двум общегосударственным программам — берлинской и молодёжной («ДТ64»)
- по 10 окружным программам[66] по второй программе Радио ДДР радиостанциями:
  - «Зендер Потсдам» (Sender Potsdam)
  - «Зендер Котбус» (Sender Cottbus)
  - «Зендер Росток» (Sender Rostock)
  - «Зендер Шверин» (Sender Schwerin)
  - «Зендер Лейпциг» (Sender Leipzig)
  - «Зендер Веймар» (Sender Weimar)
  - «Зендер Дрезден» (Sender Dresden)
- на заграницу вещала радиостанция «Радио Берлин Интернациональ» (Radio Berlin International).

Руководство радиовещанием осуществлял Государственный комитет ГДР по радиовещанию (Staatliche Komitee für Rundfunk).
В 1990 году Радио ГДР вело передачи по центральным программам «Дойчландзендер Культур» (Deutschlandsender Kultur), «Радио Актуэль» (Radio Aktuell), «Берлинер Рундфунк» и «ДТ 64» и земельным программам «Радио Мекленбург-Форпоммерн 1» (Radio Mecklenburg-Vorpommern 1), «Антенне Бранденбург» (Antenne Brandenburg), «Радио Захсен-Анхальт» (Radio Sachsen-Anhalt), «Тюринген» (Thüringen), «Захсенрадио 1» (Sachsenradio 1), «Захсенрадио 2» и «Захсенрадио 3», Немецкое телевидение ГДР вело передачи по 2 программам.
Телевидение ГДР (Deutscher Fernsehfunk) вело передачи по одной программе, а с 1969 года — по 2 программам. Руководство телевидением осуществлял Государственный комитет ГДР по радиовещанию, а с 1968 года — Государственный комитета ГДР по телевидению (Staatliche Komitee für Fernsehen).
Если не считать политики, восточногерманское телевидение было гораздо свободнее советского.
Тем не менее, восточные немцы могли смотреть и слушать каналы западногерманского телевидения и радио. В ГДР, в отличие от других социалистических стран, в радиовещании использовался FM-диапазон от 87,5 до 108 МГц.

### Спорт

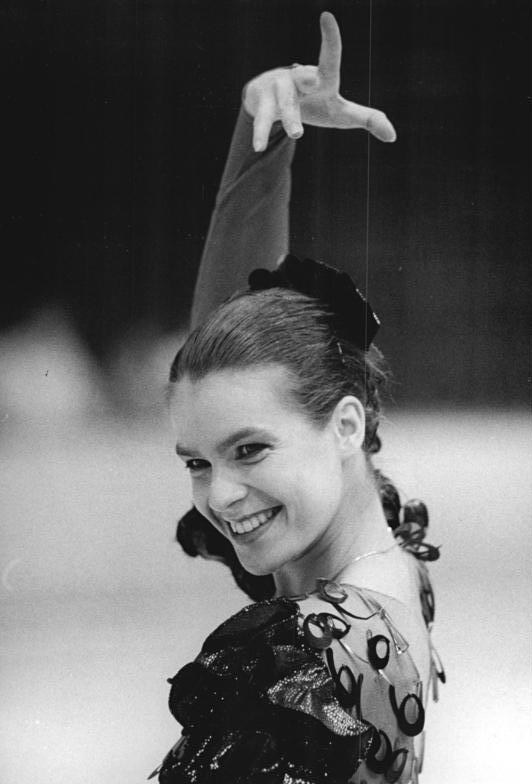
Катарина Витт

#### Олимпийские игры
- Объединённая германская команда
- Сборная ГДР

На олимпийских играх 1970—1980-х гг. Олимпийская сборная ГДР обычно занимала 2-е или 3-е место уступая только СССР или СССР и США. По состоянию на 18 августа 2016 года сборная ГДР завоевала больше всех Олимпийских медалей в академической гребле.

#### Футбол
C 1958 года существовал Немецкий футбольный союз ГДР (в 1950—1958 гг. его функцию выполняла футбольная секция Немецкого спортивного комитета), выставлявший Сборную ГДР по футболу и проводивший оберлигу (Oberliga), ландеслиги (Landesliga) (в 1952—1990 гг. бециркслиги (Bezirksliga)) и крейслиги. Также разыгрывался Кубок ГДР по футболу.

## Религия
Атеизм был официальной идеологией.

### Протестантизм

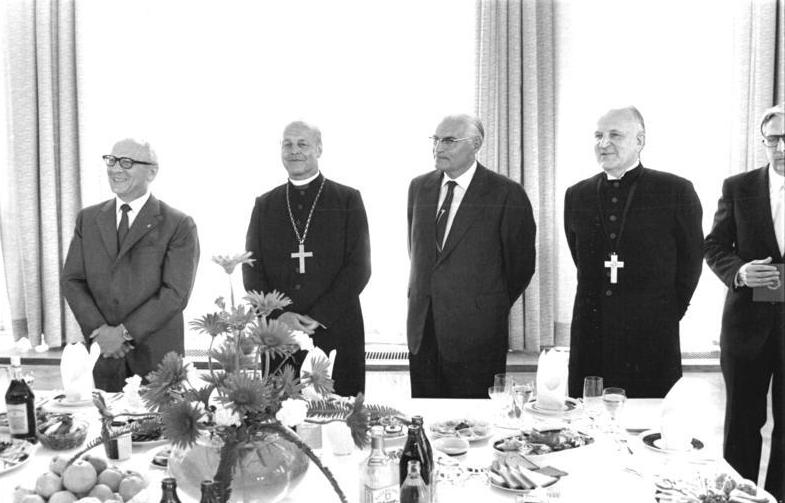
1980

Большинство верующих — лютеране. Протестанты были представлены такими деноминациями как:
- Евангелическая церковь Германии (в 1969—1990 гг. — Союз евангелических церквей Германской Демократической Республики (СЕЦ ГДР) к которой принадлежало большинство верующих, СЕЦ ГДР управлялся Синодом (Synode) и Конференцией Евангелических Церковных Руководств (Konferenz der Evangelischen Kirchenleitungen), высшее должностное лицо — председатель
  - Евангелическую церковь Унии — объединяла в себе поместные церкви, объединявшие в себе в свою очередь как лютеранские так и кальвинистские общины, включала в себя 5 поместных церквей, большинство из которых управлялась епископом (кроме Евангелической церкви Анхальта управляшейся президентом церкви (kirchenpraesident)) при котором действовала консистория и периодически созывался синод, каждая из поместных церквей которых в свою очередь состоял из благочиний (kirchenkreis), управлявшиеся суперинтендентами, при которых действовали благочинническое собрание (kreissynode) и благочиннический совет (kreissynodalvorstand), благочиния состояли из приходов (kirchengemeinde), управлявшиеся пасторами при которых действовали приходские советы (kirchenvorstand).
    - Померанская Евангелическая Церковь (Pommersche Evangelische Kirche) (Мекленбург, кафедральный собор — Собор Святого Николая (Dom St. Nikolai))
    - Евангелическая поместная церковь Анхальта (Evangelische Landeskirche Anhalts) (Саксония-Анхальт, епископская церковь — Церковь святой Марии в Дессау)
    - Евангелическая церковь Берлина-Бранденбурга (Evangelische_Kirche_Berlin-Brandenburg) (Бранденбург и Берлин, епископская церковь — Церковь Святой Марии (St. Marienkirche Berlin) в Берлине)
    - Евангелическая церковь церковной провинции Саксония (Evangelische Kirche der Kirchenprovinz Sachsen) (Саксония-Анхальт, епископская церковь — Собор Святых Маврикия и Екатерины (Dom zu Magdeburg St. Mauritius und Katharina) в Магдебурге)
    - Евангелическая церковь Силезии (Evangelische Kirche von Schlesien) (Бранденбург, епископская церковь — Церковь Святых Петра и Павла в Гёрлице)

  - Объединённая евангелическо-лютеранская церковь ГДР — объединяла в себе поместные церкви, объединявшие в себе в свою очередь только лютеранские общины
    - Евангелическо-лютеранская церковь Мекленбурга (Evangelisch-Lutherische Landeskirche Mecklenburgs) (Мекленбург, епископская церковь Собор Святой Марии и Святого Иоанна (Dom St. Marien und St. Johannis) в Шверине)
    - Евангелическо-лютеранская земельная церковь Саксонии (Evangelisch-Lutherische Landeskirche Sachsens) (Саксония, епископская церковь — Церковь Святого Креста (Kreuzkirche), Дрезден)
    - Евангелическо-лютеранская церковь Тюрингии (Evangelisch-Lutherische Kirche in Thüringen) (Тюрингия, епископская церковь — Церковь Святого Георгия в Айзенахе)
- Союз евангелическо-реформатских церквей Германии
  - Евангелическо-реформатская церковь в Саксонии
  - Евангелическо-реформатская церковь в Мекленбурге (Evangelisch-reformierte Kirche in Mecklenburg)
- Евангелическо-лютеранская церковь Пруссии — объединяла прусских лютеран не признавших унию с кальвинистами (старолютеран)
  - Нижнесилезская епархия (Бранденбург)
  - Берлинско-бранднбургская епархия (Бранденбург)
  - Тюрингско-саксонская епархия (Саксония-Анхальт)
- Евангелическо-лютеранская свободная церковь (Evangelisch-Lutherische Freikirche) (Саксония)
- Евангелическо-методистская церковь (Evangelisch-methodistische Kirche), объединяла методистов
- Союз евангелическо-свободноцерковных общин ГДР (Bund Evangelisch-Freikirchlicher Gemeinden in der DDR), объединял баптистов, часть пятидесятников и плимутских братьев[68][69].

### Католицизм

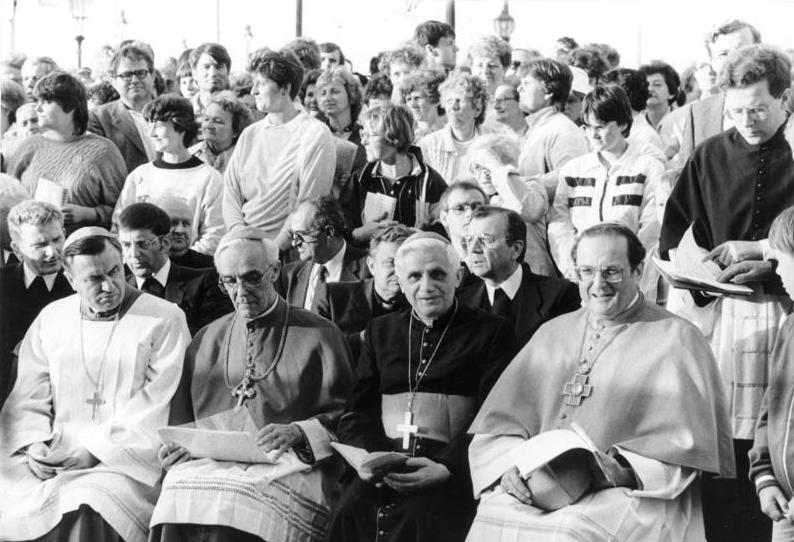
Открытие католической конференции в Дрездене (1987)

Католики до 1973 года были представлены епархиями, входившими в Немецкую конференцию епископов (Deutsche Bischofskonferenz) (в 1976—1990 гг. — в Берлинскую конференцию епископов (Berliner Bischofskonferenz)):
- Церковная провинция Вроцлав
  - Епархия Берлина (Бранденбург, Передняя Померания и Берлин, кафедра — Собор Святой Ядвиги (Sankt-Hedwigs-Kathedrale))
  - Архиепархия Вроцлава (Силезская Лужица)
- Церковная провинция Падерборн
  - Епархия Падерборна (Саксония-Анхальт)
  - Епархия Фульды (Тюрингия)
- Церковная провинция Кёльн
  - Епархия Оснабрюка церковной провинции Кёльн (Мекленбург)
- Епархия находящаяся в прямом подчинении Святого престола
  - Епархия Мейсена (Саксония)

С 1973 года:
- Епархии находящиеся в прямом подчинении Святого престола
  - Епархия Берлина (Бранденбург)
  - Епархия Дрезден-Мейсена (Саксония)
- Апостольские администратуры
  - Апостольская администратура Магдебурга (Саксония-Анхальт)
  - Апостольская администратура Эрфурта (Тюрингия)
  - Апостольская администратура Гёрлица (Силезская Лужица)
  - Апостольская администратура Шверина (Мекленбург)

На территории ГДР также действовали общины общей для ФРГ и ГДР Старокатолической церкви Германии (Alt-Katholische Kirche in Deutschland) в Берлине, Кведлинбурге, Галле и Дрездене.

### Иудаизм
Деноминации иудаизма — Союз еврейских общин ГДР (Verbandes der Jüdischen Gemeinden in der DDR) и Союз еврейских общин Берлина (Verbandes der Jüdischen Gemeinde von Berlin).

## Награды ГДР
Ордена ГДР:
- Орден Карла Маркса (с 1953)

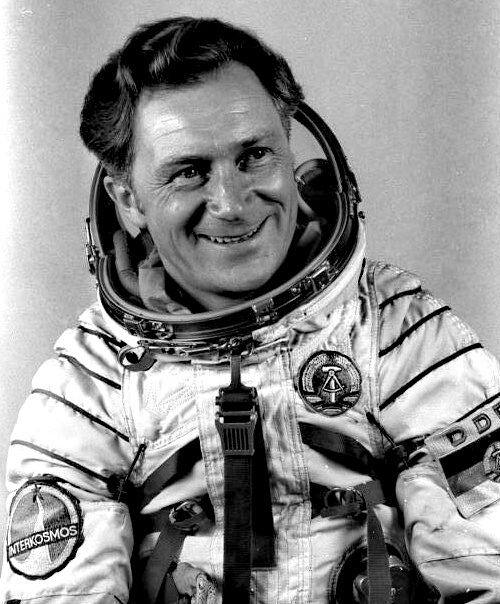
Космонавт ГДР Зигмунд Йен. 1976

- Орден Заслуг перед Отечеством (с 1954)
- Орден Знамени Труда (с 1954)
- Орден Шарнхорста (с 1966)
- Военный орден «За заслуги перед народом и Отечеством» (с 1966)
- Орден «Звезда дружбы народов»

Медали ГДР:
- Медаль «За 20 лет службы в погранвойсках»
- Медаль «За 20 лет службы в Народной Армии»
- Медаль «За службу в Народной Армии»
- Медаль «Пограничника»
- Медаль Клары Цеткин
- Медаль Фрица Геккерта

## В филателии

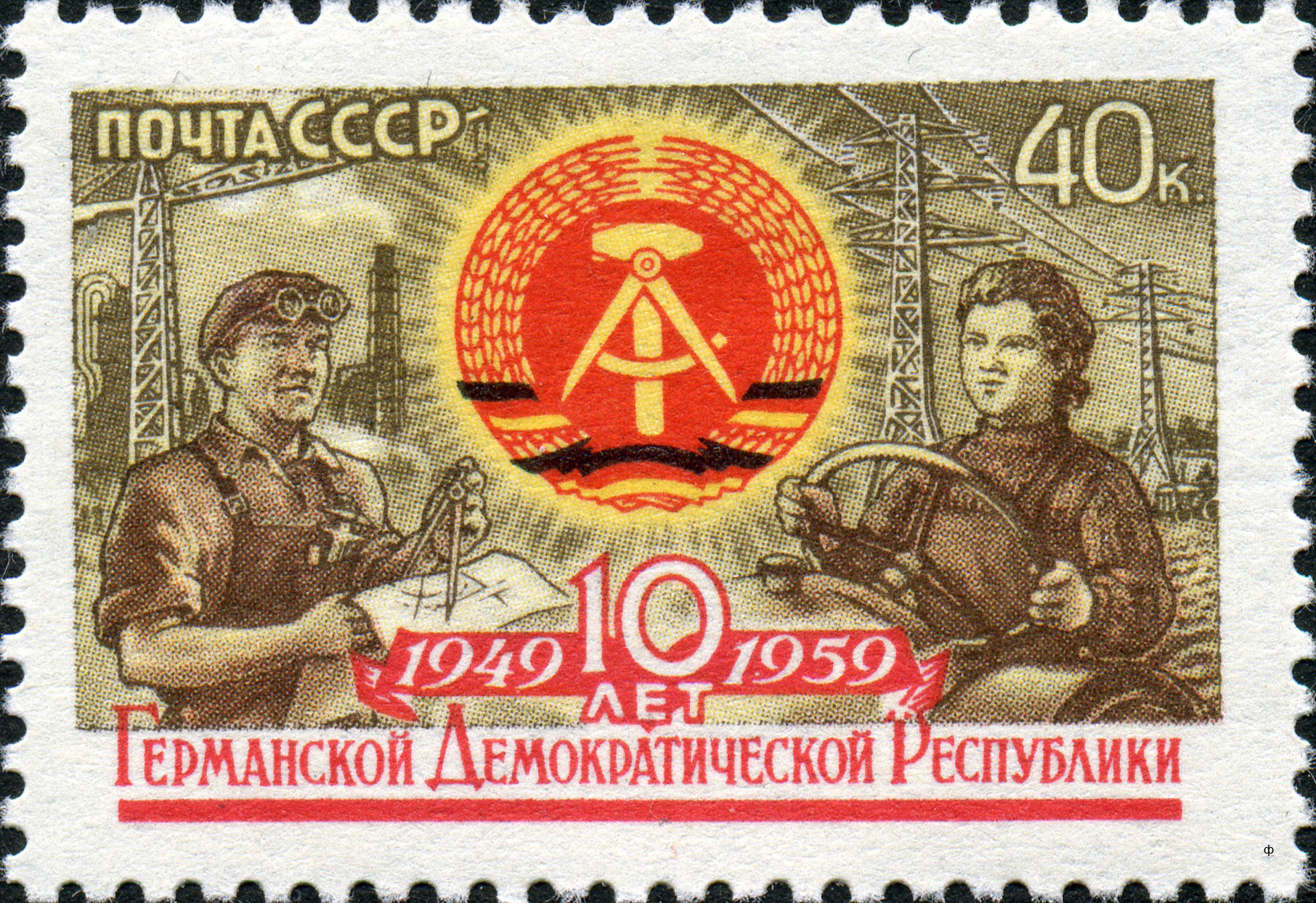
Почтовая марка СССР, 1959 год. 10 лет ГДР
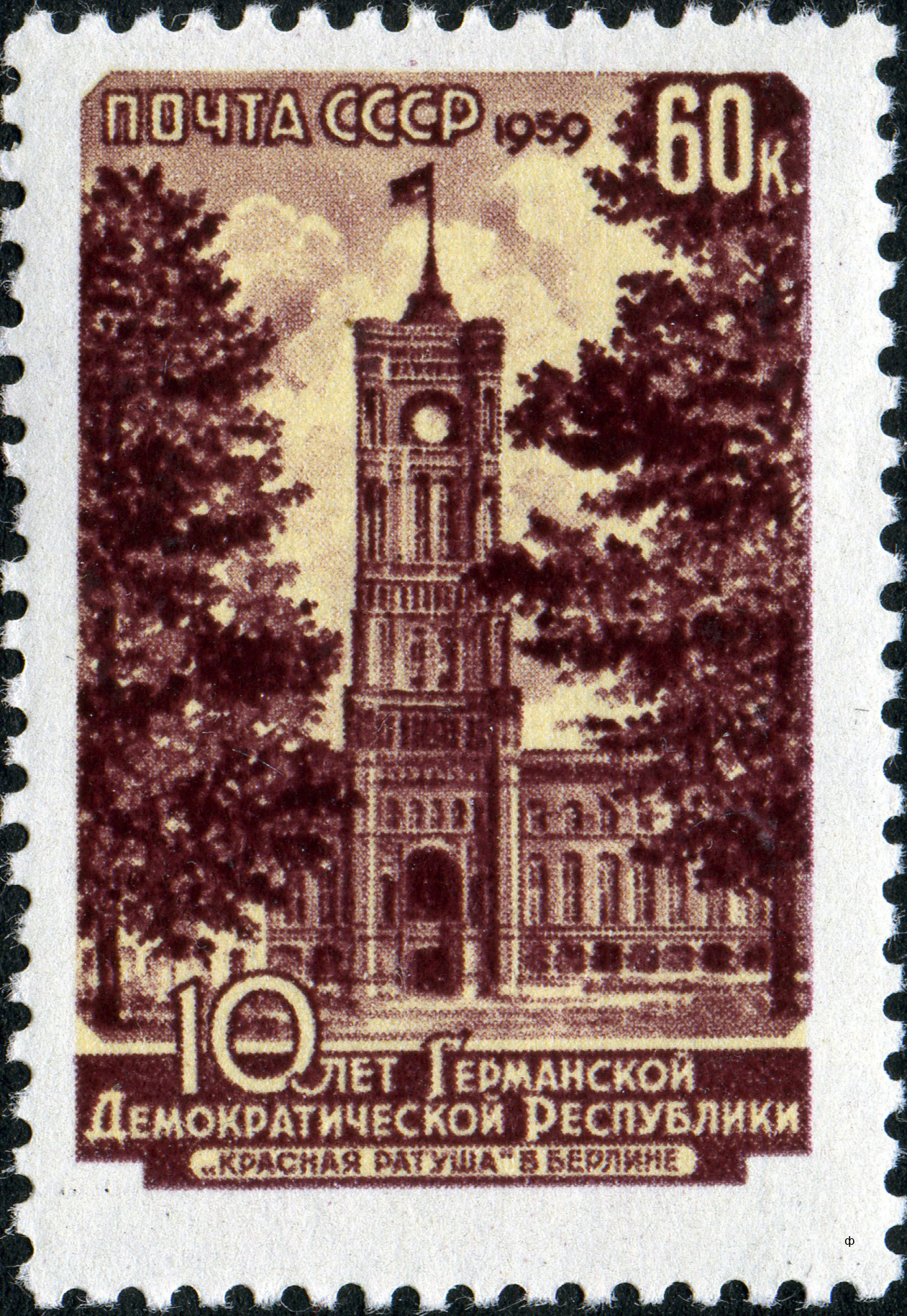
Почтовая марка СССР. 10 лет ГДР. Красная ратуша
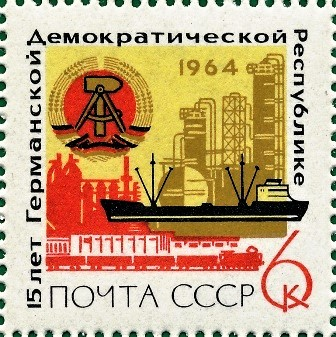
Почтовая марка СССР, 1964 год. 15 лет ГДР
Почтовая марка ГДР, 1966 год
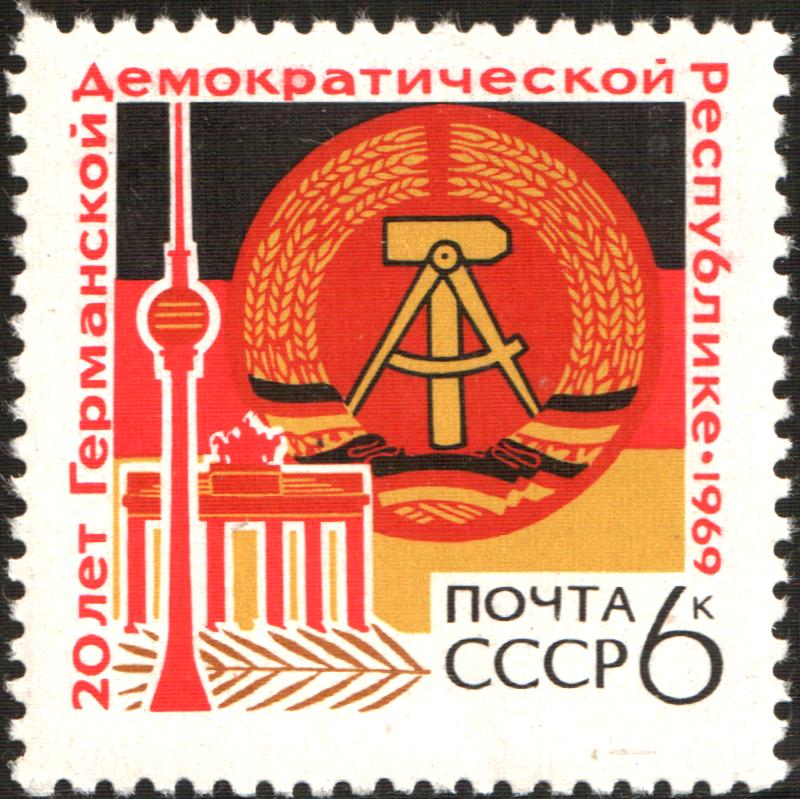
Почтовая марка СССР, 1969 год. 20 лет ГДР
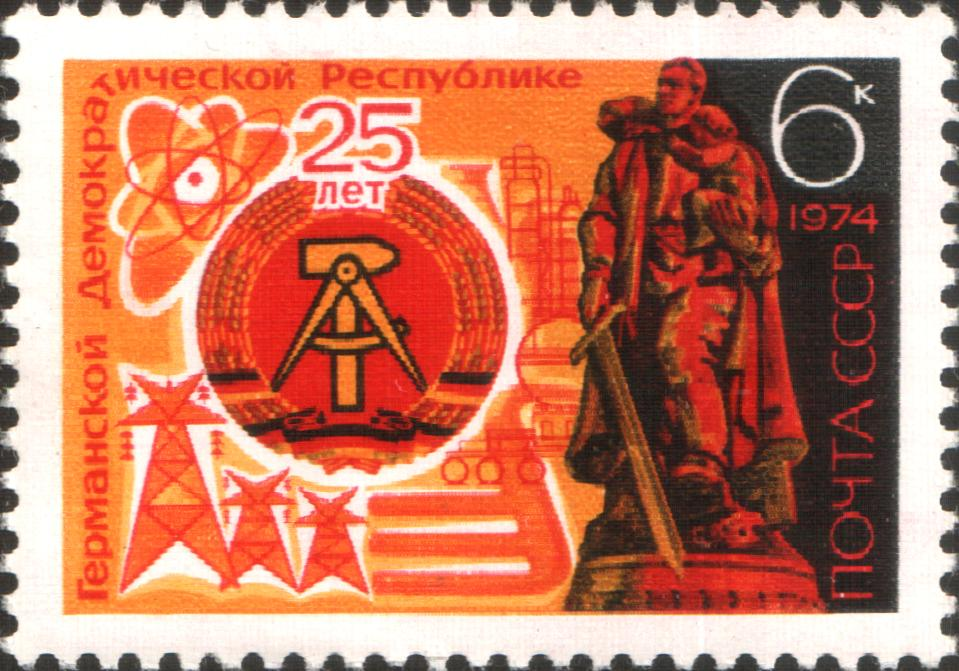
Почтовая марка СССР, 1974 год. 25 лет ГДР
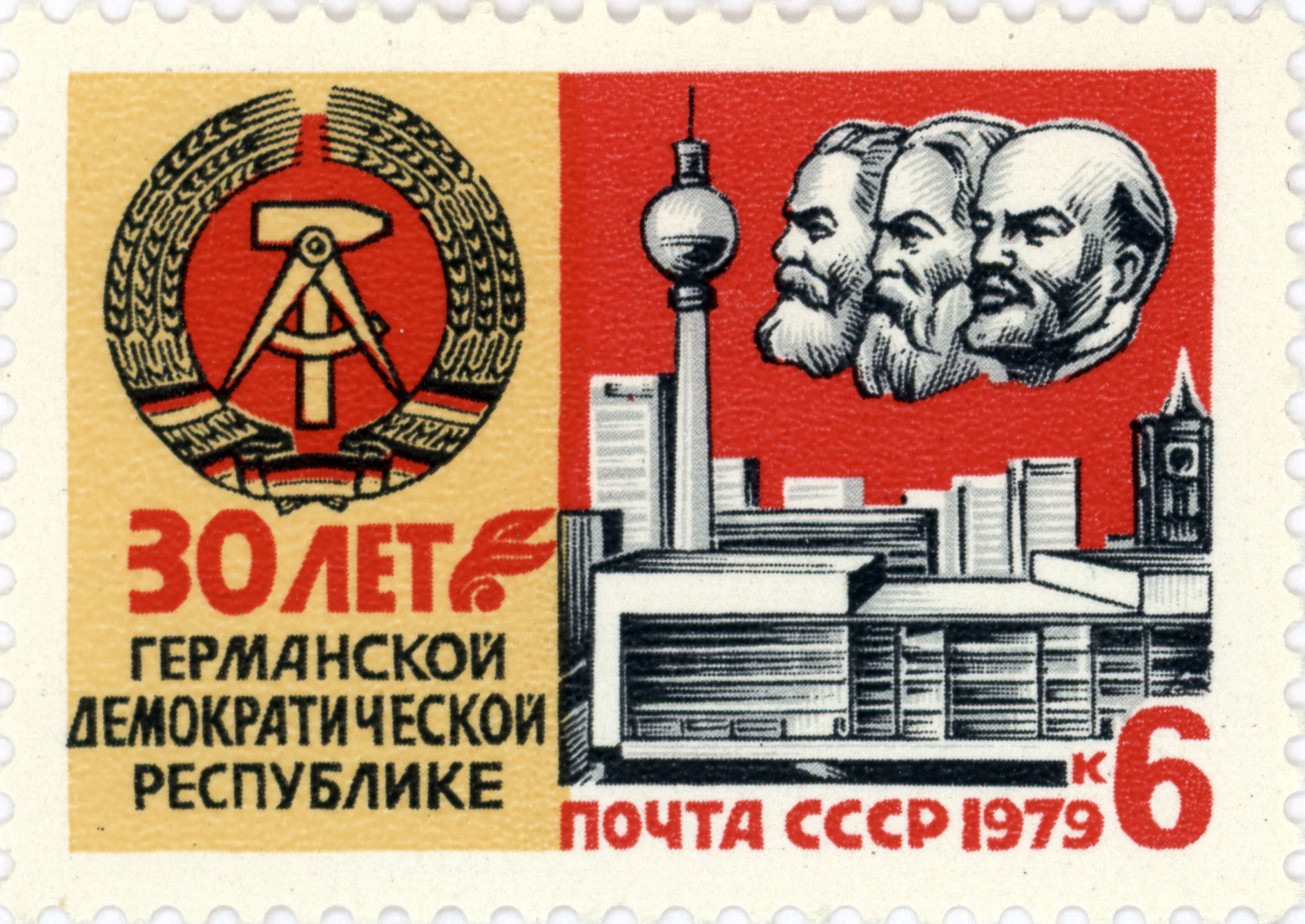
Почтовая марка СССР, 1979 год. 30 лет ГДР
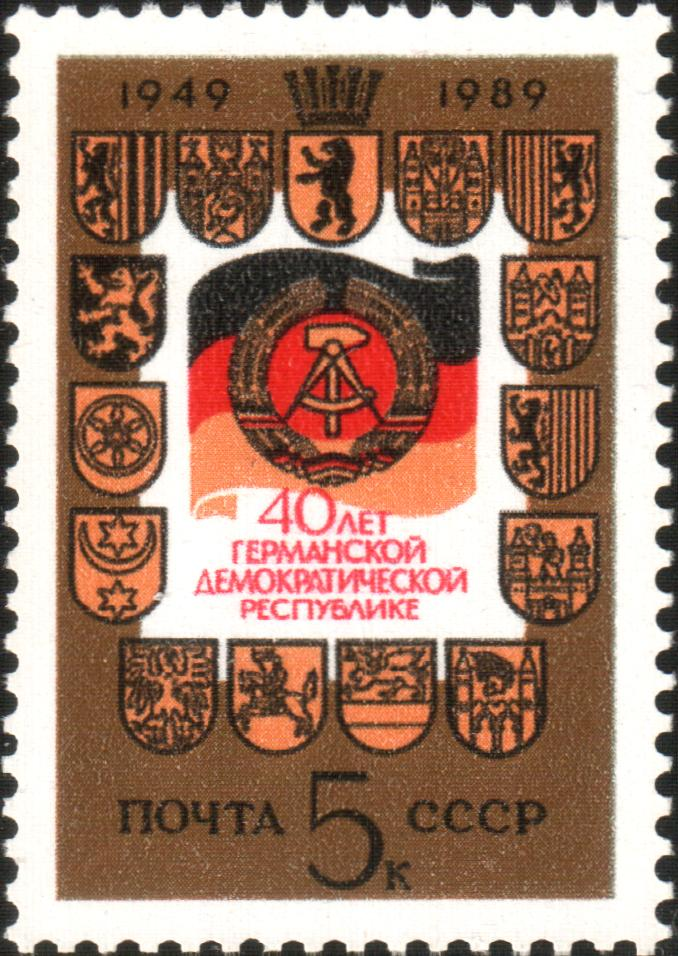
Почтовая марка СССР, 1989 год. 40 лет ГДР